# Świdnica
Świdnica (łac. Svidnica, niem. Schweidnitz, cz. Svídnice) – miasto w Polsce, w województwie dolnośląskim, siedziba powiatu świdnickiego oraz gminy wiejskiej Świdnica. Miasto leży historycznie na Dolnym Śląsku, na Przedgórzu Sudeckim, nad rzeką Bystrzycą. Świdnica wchodzi w skład aglomeracji wałbrzyskiej.
Osada wspominana w 1243, po raz pierwszy wzmiankowana jako miasto 3 września 1267. Niegdyś stolica księstwa świdnicko-jaworskiego. Obecnie ośrodek przemysłowy (rozwinięty przemysł motoryzacyjny, elektrotechniczny, maszynowy oraz spożywczy), z jedynym w Polsce Muzeum Dawnego Kupiectwa oraz instytucjami kultury i oświaty, Miejskiego Ośrodka Sportu i Rekreacji. Według danych z 2017 Świdnica była siódmym co do wielkości miastem województwa. Według danych GUS z 1 stycznia 2023 r. liczba mieszkańców miasta wynosiła 53 423 (78. miejsce w kraju). Świdnica ma największą w całym województwie gęstość zaludnienia, wynoszącą 2455 osób/km².

## Położenie
Świdnica położona jest w południowej części województwa dolnośląskiego w powiecie świdnickim na Równinie Świdnickiej nad Bystrzycą. Leży na skraju Sudetów oraz Gór Wałbrzyskich na wysokości od 225 do 265,9 m n.p.m.
Według danych z 1 stycznia 2012 powierzchnia miasta wynosiła 21,76 km² (270. miejsce w kraju). Miasto stanowi 2,93% powierzchni powiatu.
Według danych z 2002 Świdnica miała obszar 21,76 km², w tym: użytki rolne 41%, użytki leśne 1%

## Klimat (1979-2015)
| Miesiąc                                 | Sty   | Lut   | Mar   | Kwi  | Maj  | Cze  | Lip  | Sie  | Wrz  | Paź  | Lis   | Gru   | Roczna |
| --------------------------------------- | ----- | ----- | ----- | ---- | ---- | ---- | ---- | ---- | ---- | ---- | ----- | ----- | ------ |
| Rekordy maksymalnej temperatury [°C]    | 13,7  | 16,6  | 20,2  | 28,6 | 31,0 | 33,5 | 35,8 | 37,3 | 34,8 | 25,2 | 17,4  | 13,6  | 37,3   |
| Średnie temperatury w dzień [°C]        | 1,3   | 2,6   | 7,2   | 13,2 | 18,6 | 21,3 | 23,3 | 23,3 | 18,2 | 13,0 | 6,3   | 2,5   | 12,6   |
| Średnie dobowe temperatury [°C]         | -1,6  | -0,9  | 2,8   | 7,5  | 12,7 | 15,7 | 17,4 | 17,0 | 12,6 | 8,1  | 3,2   | -0,2  | 7,9    |
| Średnie temperatury w nocy [°C]         | −4,7  | -4,3  | −1,0  | 2,2  | 6,6  | 10,0 | 11,7 | 11,2 | 7,8  | 3,9  | 0,2   | -3,0  | 3,4    |
| Rekordy minimalnej temperatury [°C]     | −27,7 | -25,7 | −16,6 | -7.5 | -3.5 | 1.0  | 4.5  | 3.7  | -0.2 | -7.2 | -16.4 | -24.8 | −27,7  |
| Opady [mm]                              | 34    | 29    | 37    | 32   | 54   | 68   | 87   | 69   | 50   | 33   | 35    | 38    | 566    |
| Średnia liczba dni z opadami            | 10    | 8     | 10    | 8    | 10   | 12   | 12   | 10   | 9    | 7    | 9     | 10    | 115    |
| Źródło: Na podstawie 35-lecia 1979-2013 |       |       |       |      |      |      |      |      |      |      |       |       |        |

## Demografia
Według danych z 31 grudnia 2011 miasto miało 60 213 mieszkańców. Stan na koniec 2023 roku to 53 423.
Dane z 30 czerwca 2016:
| Opis                              | Ogółem | Ogółem | Kobiety | Kobiety | Mężczyźni | Mężczyźni |
| --------------------------------- | ------ | ------ | ------- | ------- | --------- | --------- |
| Jednostka                         | osób   | %      | osób    | %       | osób      | %         |
| Populacja                         | 58 183 | 100    | 30 626  | 52,6    | 27 557    | 47,4      |
| Gęstość zaludnienia [mieszk./km²] | 2742   | 2742   | 1444,9  | 1444,9  | 1297,1    | 1297,1    |

Piramida wieku mieszkańców Świdnicy w 2014.

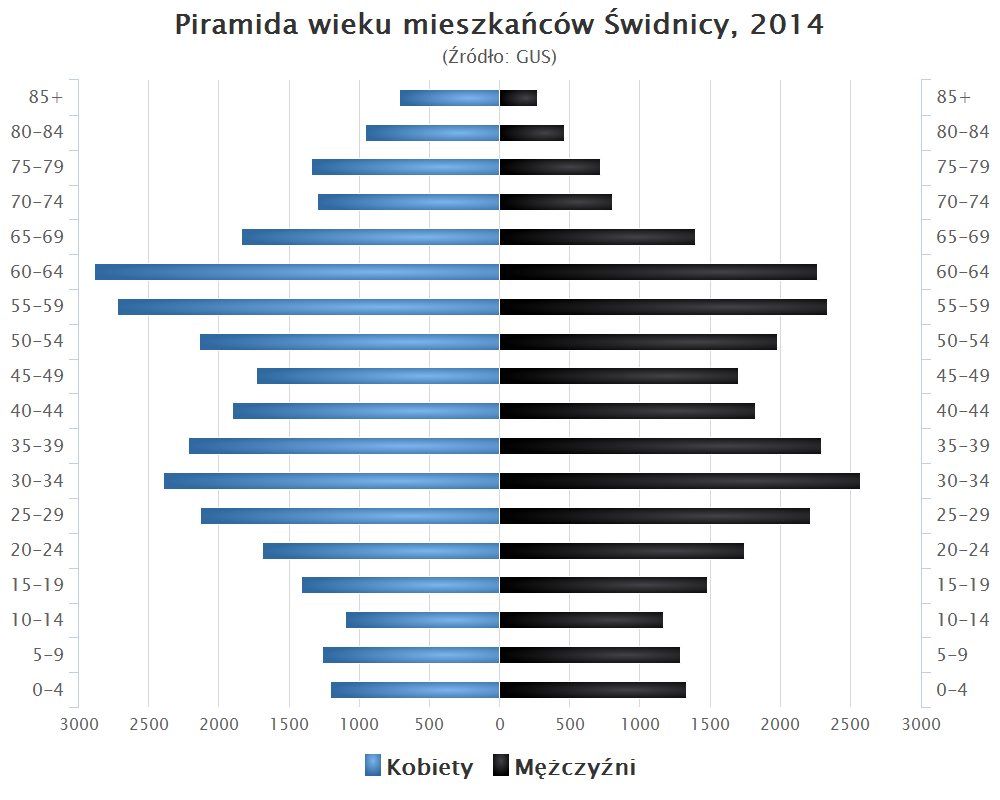

### Pochodzenie
Powojenna ludność Świdnicy w przeważającej mierze była ludnością napływową z różnych stron Polski. Przedwojenni niemieccy mieszkańcy miasta zostali po 1945 roku wysiedleni, a na ich miejsce napłynęli w zdecydowanej większości Polacy. Według prof. Leszka Kosińskiego, struktura ludnościowa Świdnicy w 1950 roku pod względem pochodzenia terytorialnego przedstawiała się następująco:
| Pochodzenie              | Liczba mieszkańców | Procentowo |
| ------------------------ | ------------------ | ---------- |
| Obszary w granicach ZSRR | 6 249              | 22,47%     |
| Woj. krakowskie          | 4 575              | 16,46%     |
| Woj. poznańskie          | 2 270              | 8,16%      |
| Woj. kieleckie           | 1 723              | 6,20%      |
| Woj. warszawskie         | 1 720              | 6,19%      |
| Miasto Warszawa          | 1 619              | 5,82%      |
| Woj. rzeszowskie         | 1 557              | 5,60%      |
| Woj. łódzkie z Łodzią    | 1 379              | 4,96%      |
| Woj. bydgoskie           | 1 108              | 3,99%      |
| Woj. lubelskie           | 1 080              | 3,88%      |
| Woj. katowickie          | 990                | 3,56%      |
| Woj. białostockie        | 965                | 3,47%      |
| Zagranica oprócz ZSRR    | 727                | 2,61%      |
| Woj. gdańskie            | 103                | 0,37%      |
| Pozostali                | 548                | 1,97%      |
| Ludność napływowa ogółem | 26 613             | 95,71%     |
| Autochtoni               | 1 192              | 4,29%      |
| Ogółem                   | 27 805             | 100%       |

## Nazwa

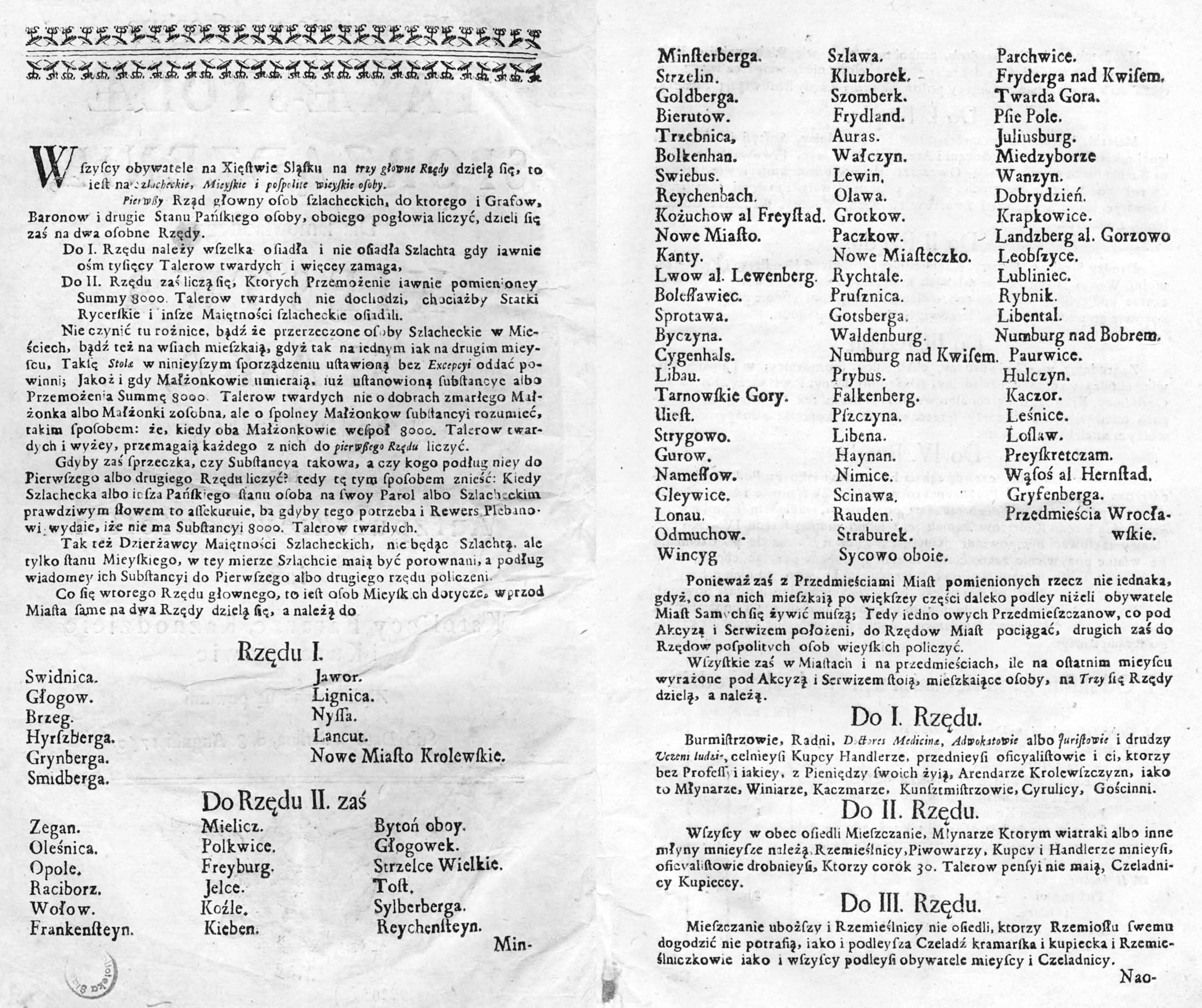
Nazwa Świdnica wśród innych nazw śląskich miejscowości w urzędowym pruskim dokumencie z 1750 wydanym w języku polskim w Berlinie.

Nazwa „Świdnica” wywodzi się od staropolskiej nazwy krzewu świdwy oznaczającej jeden z jadalnych rodzajów derenia. Jest to więc nazwa ściśle związana z położeniem topograficznym miasta. Miasto leży nad rzeką, a miejsce w którym gród się rozrósł porośnięte było krzewami derenia. Niemiecki nauczyciel Heinrich Adamy w swoim dziele o nazwach miejscowości na Śląsku wydanym w 1888 we Wrocławiu wymienia jako najwcześniejszą zanotowaną nazwę miejscowości w łacińskim dokumencie z 1070 – Svidnica.
Nazwę miejscowości w zlatynizowanej staropolskiej formie „Suidenicz” wymienia spisany ok. 1300 średniowieczny łaciński utwór opisujący żywot świętej Jadwigi Vita Sanctae Hedwigis.
W spisanym po łacinie dokumencie średniowiecznym z 1310 miasto wymienione jest pod zlatynizowaną staropolską nazwą Swidennicz. Miejscowość wymieniona została w łacińskim dokumencie z 1342 gdzie miasto zanotowano jako „Swydenicz”. W roku 1613 śląski regionalista i historyk Mikołaj Henel z Prudnika wymienił miejscowość w swoim dziele o geografii Śląska pt. Silesiographia podając jej łacińskie nazwy: Swidnicia, Swidnicium. Występujące od XV w. niemieckie formy Schweidnitz czy Schweidenitz stanowią adaptacje fonetyczne wcześniejszej nazwy słowiańskiej.
Jeszcze w 1750 nazwa „Swidnica” wymieniona jest w języku polskim przez Fryderyka II pośród innych miast śląskich w zarządzeniu urzędowym wydanym dla mieszkańców Śląska. Polską nazwę Świdnica w książce Krótki rys jeografii Szląska dla nauki początkowej wydanej w Głogówku w 1847 wymienił śląski pisarz Józef Lompa. Świdnica wymieniona jest również w 1896 przez śląskiego pisarza Konstantego Damrota. Słownik geograficzny Królestwa Polskiego wydany na przełomie XIX i XX wieku notuje nazwę miasta pod polską nazwą Świdnica oraz niemiecką Schweidnitz. Obecna nazwa została administracyjnie zatwierdzona 7 maja 1946
Czasem spotyka się nazwę Świdnica Śląska, lecz jest ona nieoficjalna i nieurzędowa. Funkcjonuje ona przede wszystkim z uwagi na nazwy placówek pocztowych miasta, np.: „UP Świdnica Śląska 1” przy pl. Grunwaldzkim.

## Symbole miasta

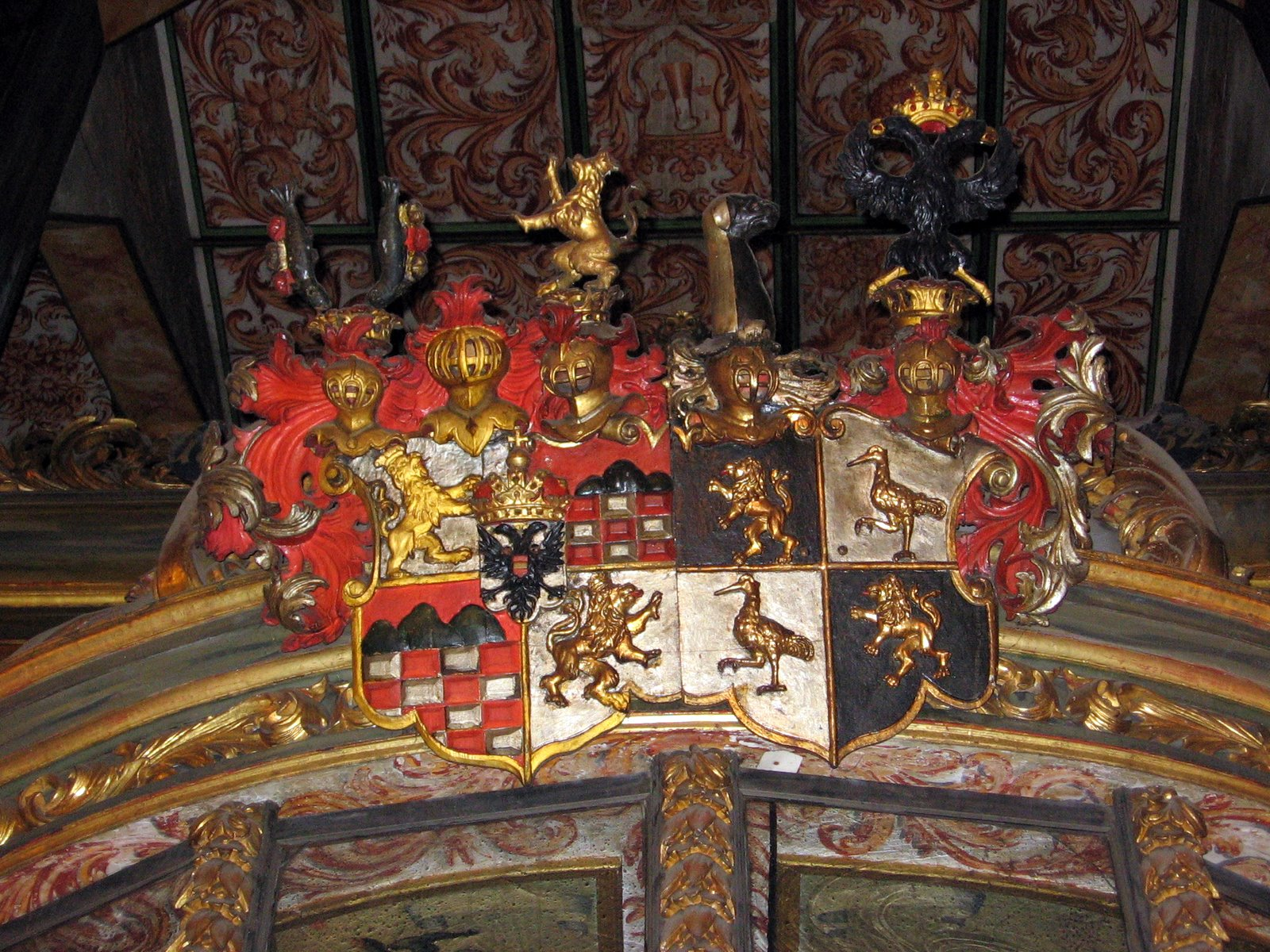
Herb nad książęcą lożą w Kościele Pokoju

- Herb Świdnicy – obecny herb nawiązuje do dawnego herbu księstwa świdnickiego z 1452. Został przyjęty przez Radę Miejską w dniu 28 stycznia 1999. Na tarczy podzielonej na cztery równe pola, w czarnych polach – pierwszym i czwartym – znajduje się złota korona, w drugim polu srebrnym czerwony gryf, a w trzecim srebrnym polu czarny dzik. Gryf znajdujący się na tarczy herbowej w srebrnym polu symbolizuje dzielność rycerską. Dzik jest znakiem odwagi i męskości, natomiast korona jest symbolem władzy i zwycięstwa.
- Hejnał Świdnicy – uchwałę o ustanowieniu hejnału Rada Miejska w Świdnicy przyjęła 29 czerwca 2000. Autorem jest świdnicki kompozytor Marek Banaszczyk[25][26].
- Logo miasta – logo przedstawia panoramę miasta z wyróżniającą się wieżą oraz czarną wstęgą symbolizującą szlak komunikacyjny, co nawiązuje do korzystnego położenia miasta. W dolnej części umieszczone zostało hasło „Rynek z tradycjami” odwołujące się do kilkusetletnich tradycji handlowych Świdnicy oraz do starej, zabytkowej części miasta[27].

## Historia

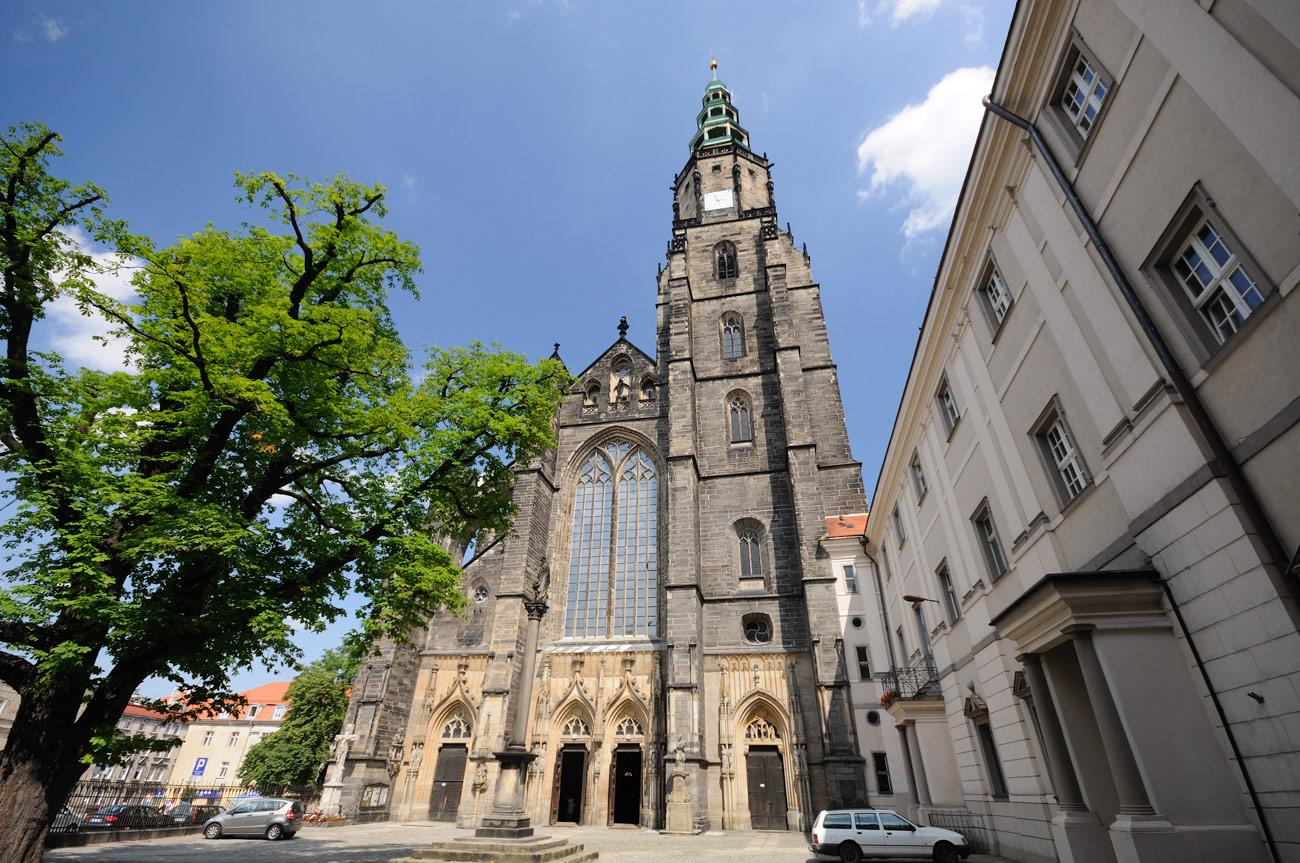
Katedra św. Stanisława i św. Wacława (XIV w.)

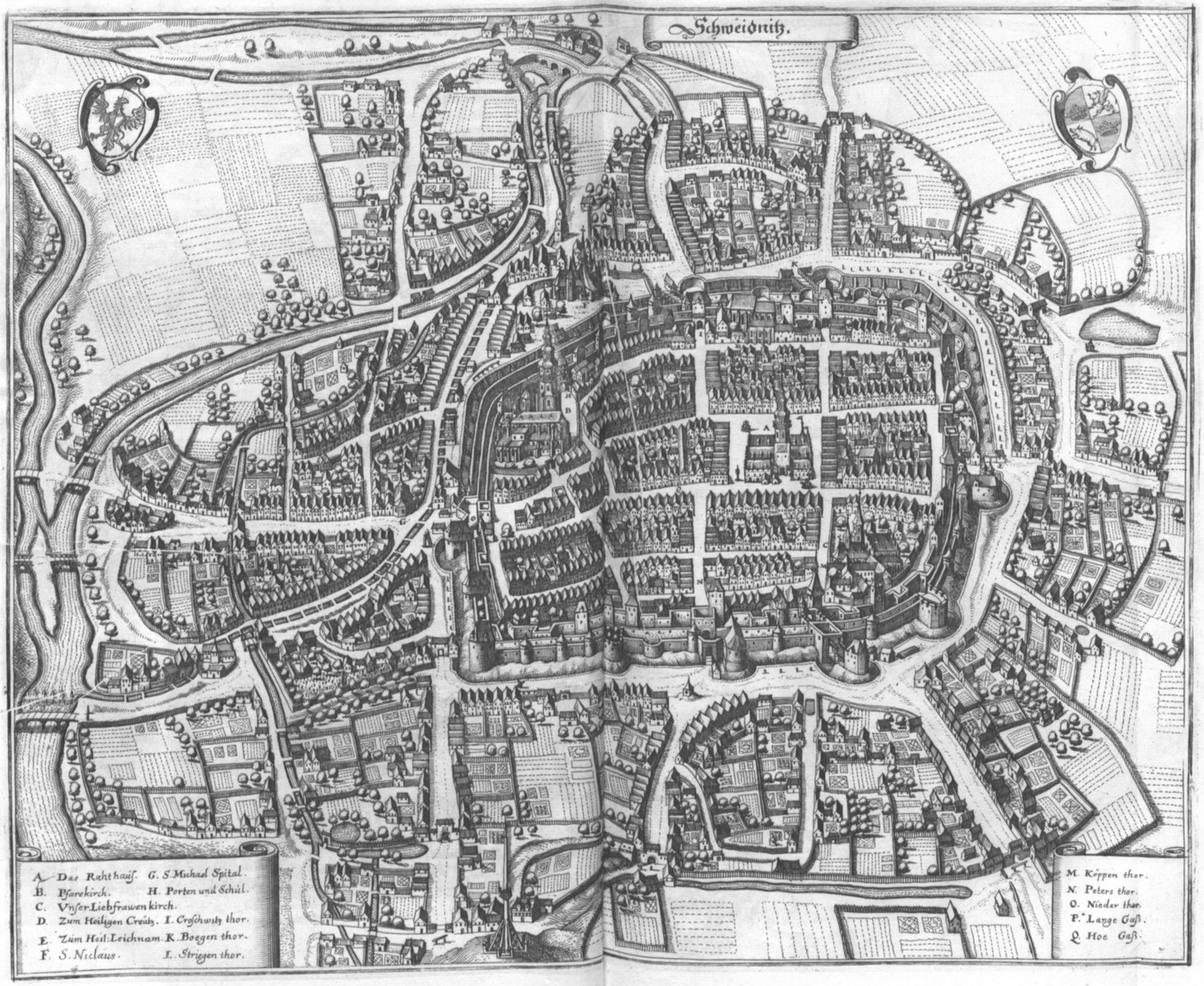
Matthäus Merian Schweidnitz 1650 r. („Topographia Bohemiae, Moraviae et Silesiae” – Martin Zeiller)

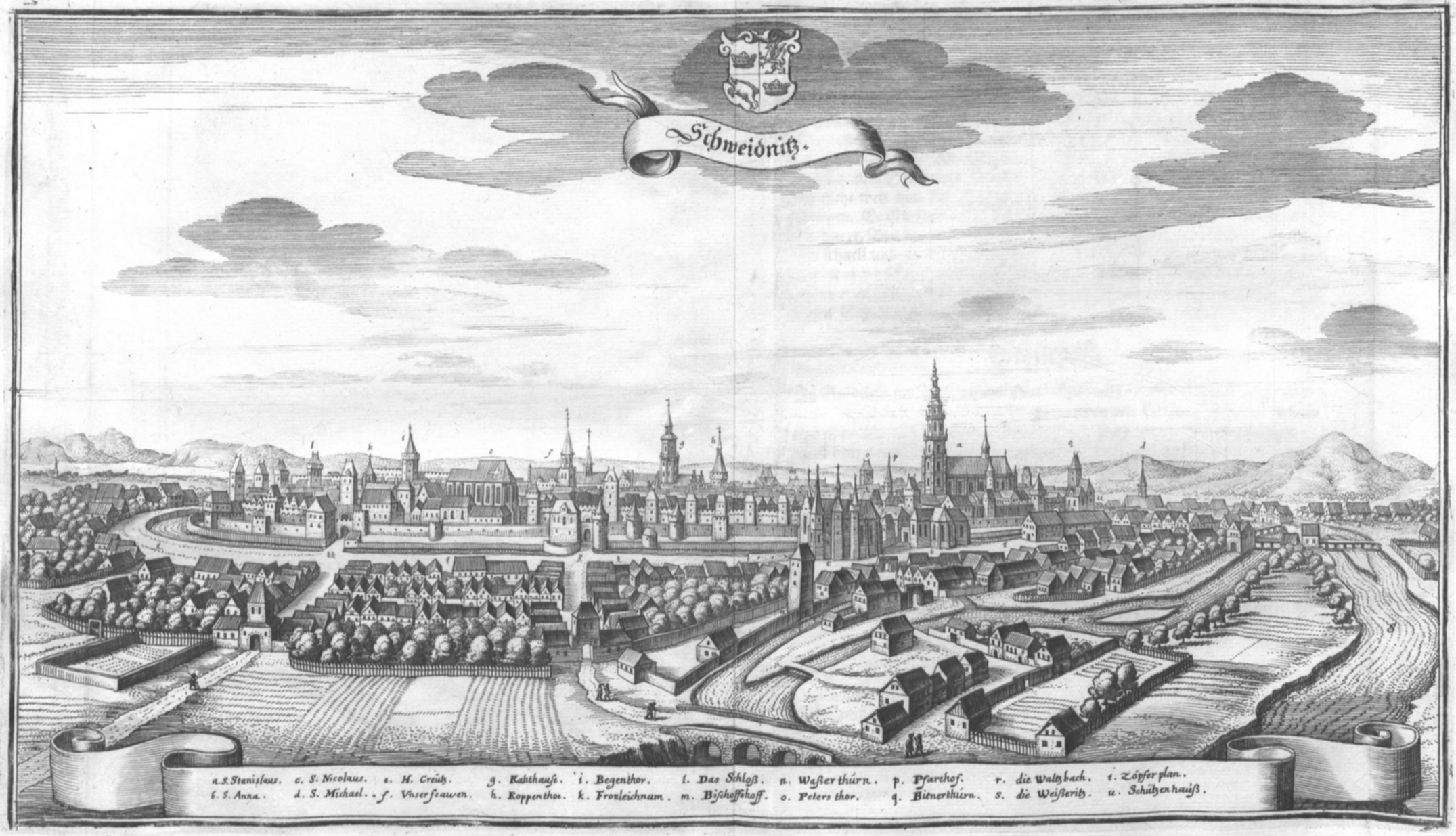
Matthäus Merian Schweidnitz 1650 r.; („Topographia Bohemiae, Moraviae et Silesiae” – Martin Zeiller)

Podczas prac archeologicznych prowadzonych na terenie powiatu świdnickiego odkryto w Świdnicy ślady osady plemion z kręgu kultury łużyckiej oraz rozległe cmentarzysko ciałopalne z bogato wyposażonymi grobami. Około 700 lat p.n.e. w okolicach dzisiejszej ul. Piekarskiej istniała wioska rybacka, nieopodal której znajdowała się przeprawa przez Bystrzycę. Po okresie wielkich migracji ludów na obszarze tym gospodarowało plemię Ślężan. Około 990 obszar obecnej Świdnicy został włączony do państwa Polan przez księcia Mieszka I, a od 1164 należał do księstwa wrocławskiego.
W XI lub w XII wieku istniała tutaj drewniana osada targowa z kościołem, którą zlokalizowano przy przejściu przez Bystrzycę podsudeckiego szlaku handlowego łączącego Ruś i Niemcy, który istniał od czasów rzymskich, która w XII w. przekształciła się w kasztelanię piastowską. Nie jest znana dokładna data uzyskania przez Świdnicę praw miejskich, pierwsza wzmianka historyczna z 1267 mówi o osadzie typu miejskiego, a z 1274 o wójcie świdnickim. Najstarsza pieczęć miejska z 1280 ukazuje kroczącego gryfa. Inicjatorem lokacji była księżna Anna – żona Henryka Pobożnego, albo jej syn Henryk III. Za rządów książąt wrocławskich 1242–1290 Świdnica otrzymała szereg przywilejów przyśpieszających rozwój miasta. Nota historyczna z 1284 wspomina o istnieniu szkoły miejskiej, trzy lata później do miasta przybyli franciszkanie. W latach 1291–1392 Świdnica pełniła funkcję stolicy niezależnego księstwa świdnicko-jaworskiego, którym rządzili książęta piastowscy i które uczynili jednym z najpotężniejszych na Śląsku. Dzięki tym sprzyjającym okolicznościom Świdnica rozwijała się dosyć szybko, dynamicznie rozwijały się rzemiosło oraz handel. Ten ostatni wspomagało nadane w 1285 tzw. prawo mili. Również w tym roku rozpoczęto budowę murów miejskich z bramami (przypuszcza się, że pierwotnie istniały tylko Bramy Dzierżoniowska i Strzegomska), a w 1284 powstała pierwsza szkoła. W 1290 miasto uzyskało prawo bicia własnej monety, tzw. florenów. W 1300 wprowadzono tzw. prawo łaski, z okresu którego pochodzi wiele kapliczek i krzyży pojednania, tzw. pokutnych. W pierwszych latach XIV Świdnica była pod względem wielkości trzecim miastem na Śląsku (po Wrocławiu i Legnicy) i liczyła ok. 9500 mieszkańców. W tym czasie dotarła do miasta inkwizycja dominikańska, w 1315 po raz pierwszy dokonano egzekucji, na stosie spalono 50 osób, w tym kobiety i dzieci. W latach 1329–1336 rozbudowano miejski ratusz, położono kamień węgielny pod nowy kościół 1330 oraz wydano nakaz, aby wszyscy świdniccy mieszczanie mieli jakiś wyuczony zawód (1340). W 1344 rozpoczęto brukowanie miejskich ulic. Rozwoju miasta nie powstrzymały: wielki pożar w 1313, po którym zaprowadzono księgi miejskie; nieudane wielotygodniowe oblężenie miasta przez Jana Luksemburskiego w 1345, ani pożar 31 lipca 1361, w wyniku którego spłonęła cała zabudowa, a po którym miasto lokowano ponownie na prawie magdeburskim (1363) nadanym przez Bolka II.
Pod koniec panowania Bolka II w 1368 Świdnica była stolicą księstwa rozciągającego się od Czech po Wielkopolskę, Górny Śląsk i wschodnie przedmieścia Berlina. W 1389 miał miejsce bunt mieszczan wywołany próbą przejęcia przez patrycjat części dochodu z opłat wnoszonych przez rzemieślników na rzecz cechów. W końcu XIV wieku Świdnica była drugim po Wrocławiu miastem Śląska, posiadając 0,9 km² powierzchni i od 6 do 8 tysięcy mieszkańców. W obrębie murów miejskich było prawie 500 budynków (w tym zamek, dom kupiecki oraz kramy), a drugie tyle na przedmieściach. Mury obronne miasta posiadały siedem bram: Dolną (pierwotnie Dzierżoniowska, na obecnym pl. Wolności), Strzegomską (ob. ul. Basztowa; pierwotnie znajdowała się bliżej ul. Kotlarskiej i została przeniesiona w nowe miejsce w 1443), Witoszowską (u zbiegu ul. Łukowej i pl. Grunwaldzkiego), Kraszowicką (u zbiegu ul. Trybunalskiej i al. Niepodległości), Poszewniczą (Poszewników, zwana później Piotrową, u zbiegu ul. Bohaterów Getta i ul. M. Konopnickiej), Kapturową (u zbiegu ul. Franciszkańskiej i pl. św. Małgorzaty) oraz przebitą w 1360 Bramę Mikołajską (zwaną też Furtą Szkolną, zlokalizowaną między Bramami Dolną i Kraszowicką). W latach 1323–1485 do bram dobudowano kaplice.
Miasto słynęło z produkcji piwa, w Pradze, Toruniu, Wrocławiu, Brzegu, Oleśnicy, Heidelbergu, Pizie i Krakowie istniały specjalne „Piwnice Świdnickie”, gdzie podawano piwo warzone w Świdnicy. W latach 1380–1382 na rynkach europejskich doszło do konfliktu, po którym świdnickie piwo ostatecznie wywalczyło sobie miejsce na europejskich stołach. Ponadto miasto nad Bystrzycą było znane także z innych wyrobów, takich jak noże, sukno, płótna. Odbywały się tutaj także duże targi bydła, rozwijało się także winiarstwo.
W 1392 po śmierci Agnieszki – wdowy po Bolku II – na mocy układu z 1353 Świdnica przeszła w ręce królów czeskich, choć już za życia księżnej Agnieszki czescy starostowie z ramienia króla Wacława IV sprawowali współrządy nad miastem. W 1429 mieszczanie obronili się przed najazdem husytów, razem z Wrocławiem Świdnica tworzyła koalicję antyhusycką. W 1452 ustanowiono nowy herb, który był używany do 1966. W 1457 rada miejska doprowadziła do wycofania nadanych Żydom przywilejów i zakazała im pobytu w granicach miasta. W czasach rządów Macieja Korwina jako króla czeskiego rozpoczęto budowę dodatkowego pierścienia umocnień, którą zakończono w początku XVI w. W tym czasie w Świdnicy, liczącej wtedy nieco ponad 12 tysięcy mieszkańców, działało ponad 650 zakładów rzemieślniczych. W 1504 w mieście powstała jedna z najstarszych na Śląsku loterii miejskich, a rok później uruchomiono pierwszy młyn papierniczy. W latach 1517–1528 w piwnicach ratusza bito półgrosze świdnickie, które miały mniejszą wartość od ówczesnych półgroszy polskich. Fakt ten doprowadził do wielkiej afery i reformy monetarnej w 1526. Szacuje się, że piwnice ratusza świdnickiego w ciągu 12 lat opuściło 77 mln sztuk półgroszówek. W 1520 wybuchło powstanie rzemieślników skupionych w cechach, którzy zaprotestowali przeciw rabunkowej polityce patrycjatu. Przywódcy ruchu zostali zwabieni podstępnie do Wrocławia i tam straceni; pomimo tego patrycjat nie odzyskał już całkowitej władzy nad miastem, a wręcz został zmuszony do wprowadzenia ustępstw m.in. członkowie cechów mieli prawo kontroli ksiąg rachunkowych oraz akceptacji nowych podatków nakładanych na podlegające Świdnicy 18 wsi.

### Monarchia Habsburgów
Początki panowania Habsburgów (od 1526) zapisały się wielkim pożarem w 1528, podczas którego spłonęła zachodnia część miasta wraz z ratuszem miejskim i zamkiem królewskim. Wraz z niezbędną odbudową miasta podniesiono poziom higieny i zdrowia. Już od XIII wieku w mieście pracował medyk, działały łaźnie miejskie, a od 1403 funkcjonował nawet okulista.
Istniało także stanowisko fizyka miejskiego, nadzorującego stan sanitarny Świdnicy. W 1560 wydano zarządzenie zakazujące hodowli krów, świń, wylewania ścieków przed domy, mycia się w miejskich fontannach i studniach oraz wyrzucania śmieci i odpadków na ulice. Zakazy te miały chronić miasto przed epidemią, jednakże okazały się nieskuteczne. Zarazy i inne masowe choroby zdziesiątkowały mieszkańców w 1413, 1497 i 1585.
W latach 1600–1601 wybudowano pierwszy drewniany wodociąg miejski (w 1672 przebudowany na kamienny). W 1611 uruchomiono pocztę konną łączącą Wrocław i Drezno, w Świdnicy wyznaczono tzw. pierwsze staje, Świdnica liczyła wówczas 9 tysięcy mieszkańców, rok później król polski uprzywilejował Świdnicę w handlu bydłem z Rzecząpospolitą, w mieście działało wówczas 1188 rzemieślników. W tym czasie kościół św. Stanisława i św. Wacława wzbogacił się o wieżę o wysokości 103 m, będącą świadectwem bogactwa i zamożności miasta. Przed wojną trzydziestoletnią Świdnica była szybko rozbudowującym się miastem z dobrze rozwiniętym handlem i rzemiosłem. Istniały: 14 kościołów, szpital, ratusz, apteki, zakłady rzemieślnicze w liczbie 168, fontanny, mennica, ogrody, łaźnie, szkoły, a wszystko to skryte za podwójnym rzędem murów obronnych.

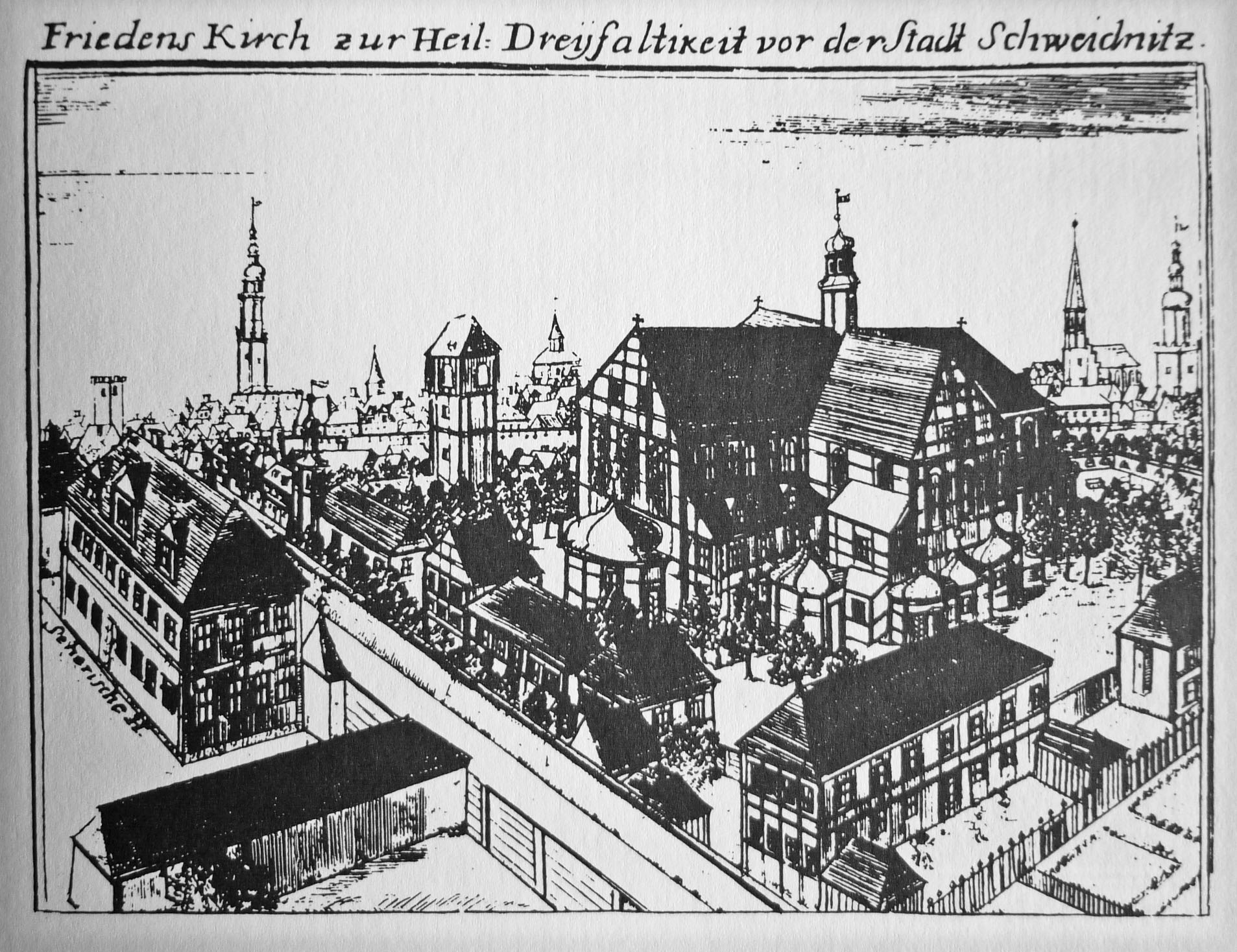
Friedrich Bernhard Werner: „Śląskie domy modlitwy” (1748 – 52) – Kościół Pokoju (XVII w.)

W trakcie trwania wojny trzydziestoletniej miasto było wielokrotnie oblegane, czego skutkami były znacznie niszczące miasto pożary oraz wybuch epidemii, który doprowadził do spadku liczby ludności o 40% oraz upadku rzemiosła i handlu. Odbudowę miasta przerwał jeden z największych w historii miasta pożarów w 1716.

### W granicach Prus i Niemiec
W wyniku pierwszej wojny śląskiej, Monarchia Habsburgów utraciła Śląsk wraz ze Świdnicą na rzecz Królestwa Prus, co miało wpływ na obniżenie znaczenia gospodarczego i powolny upadek miasta. W 1741 dokonano modernizacji i rozbudowy fortyfikacji. Na przełomie XVII/XVIII wieku pod Świdnicą wybuchł bunt chłopski, wojska pruskie stłumiły bunt i surowo ukarały chłopów. Podczas wojny siedmioletniej Świdnica była oblegana przez wojska austriackie, a następnie pruskie, co doprowadziło do znacznych zniszczeń. Pod koniec XVIII w. w mieście pojawiły się pierwsze manufaktury, między innymi skórzana i papiernicza. W 1807 miasto zajęły wojska napoleońskie, w tym samym roku w mieście wprowadzono olejne oświetlenie ulic (w 1863 zamienione na gazowe). W 1811 rozpoczęło działalność miejskie gimnazjum, a w 1822 teatr. Po wojnie prusko-austriackiej w 1866 Świdnicę ogłoszono miastem otwartym, a rok później rozpoczęto likwidację fotyfikacji. Po zwycięstwie nad Francją i zjednoczeniu Niemiec w 1871 wzrosło tempo uprzemysłowienia, w mieście powstały wytwórnie tkanin lnianych i bawełnianych, zamszu oraz fabryka liczników elektrycznych. Konsekwencją tego procesu był dynamiczny rozwój przestrzenny i architektoniczny miasta. Już w 1844 Świdnica uzyskała połączenie kolejowe z Jaworzyną Śląską, w 1855 z Dzierżoniowem, w 1898 z Wrocławiem przez Kobierzyce, a w 1904 z Jedliną-Zdrojem. Do 1914 zabudowa wykroczyła daleko poza mury starego miasta, przybierając wokół pierścienia dawnych murów obronnych wielkomiejski charakter. Krajobraz miasta wzbogacił się o szereg reprezentacyjnych gmachów publicznych, obiektów architektury rezydencjonalnej i zieleni miejskiej o wysokiej jakości. Według spisu z 1910 miasto liczyło sobie 31 329 mieszkańców, w tym 61% ewangelików, 38,5% katolików i 0,5% wyznania mojżeszowego. W 1911 do Świdnicy dotarł pierwszy gaz przesłany z gazowni miejskiej w Wałbrzychu, co znacząco przyspieszyło rozwój miasta. Pomiędzy 1918 a 1939 w mieście działała największa na Śląsku spółka handlująca artykułami kolonialnymi.
W listopadzie 1932 roku naziści w wyborach parlamentarnych zdobyli 35% głosów, a w wyborach samorządowych w 1933 r. 41,75%. Podczas II wojny światowej hitlerowcy zorganizowali w Świdnicy podobóz obozu koncentracyjnego Groß-Rosen oraz trzy jenieckie oddziały robocze obozu w Zgorzelcu i obóz pracy przymusowej.

### W granicach Polski
Wojska radzieckie wkroczyły do Świdnicy 8 maja 1945, byli to żołnierze 52 Armii 1 Frontu Ukraińskiego. Po zakończeniu II wojny światowej miasto zostało zajęte przez Armię Czerwoną (przy obecnym pl. 1000-lecia żołnierze radzieccy wznieśli obelisk ku czci Armii Czerwonej) i znalazło się na terytorium Polski. Nastąpił napływ ludności z Polski centralnej i wschodniej oraz wysiedleńców z Kresów Wschodnich. W 1961 miasto liczyło 40 873 mieszkańców i stanowiło ważny ośrodek administracyjno-usługowy i kulturalny.
W okresie PRL została częściowo rozebrana zabytkowa substancja budowlana Starego Miasta (m.in. przestała istnieć zabudowa ulic Siostrzanej i Pańskiej), a na przedmieściach rozwinięto na dużą skalę ekstensywną zabudowę osiedlową w technologii wielkiej płyty. W 1974 w uznaniu wkładu w budownictwo socjalistycznej ojczyzny i z okazji 30-lecia Polskiej Rzeczypospolitej Ludowej miasto zostało odznaczone Orderem Sztandaru Pracy I klasy. Istotna część miasta została zajęta na potrzeby wojsk radzieckich – w latach 1984–1990 ulokowano tu dowództwo Północnej Grupy Wojsk Armii Radzieckiej.
W latach 1975–1998 miasto administracyjnie należało do województwa wałbrzyskiego. Od 1999 miasto należy do województwa dolnośląskiego ze stolicą we Wrocławiu. W październiku 2013 Świdnica wstąpiła do aglomeracji wałbrzyskiej.
W okresie 1945–1989 istniały tu duże zakłady produkcyjne, utworzone w większości na bazie znacjonalizowanych przedsiębiorstw niemieckich, m.in.: Fabryka Wagonów Świdnica, Zakłady Wytwórcze Aparatury Precyzyjnej „Mera-Pafal”, Zakłady Elektroniki Samochodowej Elmot, Świdnicka Fabryka Urządzeń Przemysłowych, Dolnośląskie Zakłady Białoskórniczo-Rękawicznicze „Renifer”, Dolnośląskie Zakłady Magnezytowe, Dolnośląskie Fabryki Mebli oraz Świdnickie Zakłady Artykułów Technicznych.

## Architektura

### Zabytki

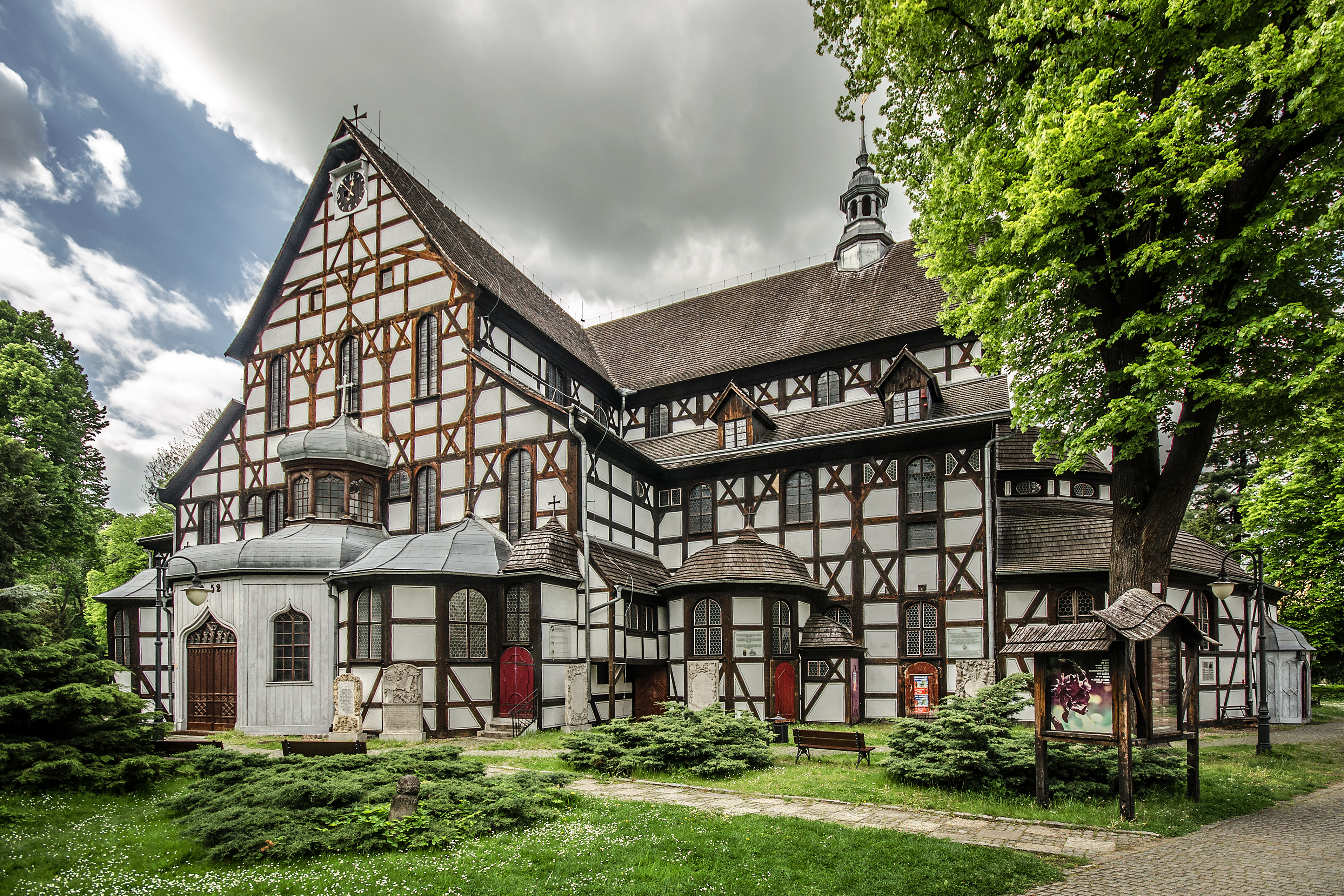
Ewangelicko-augsburski Kościół Pokoju

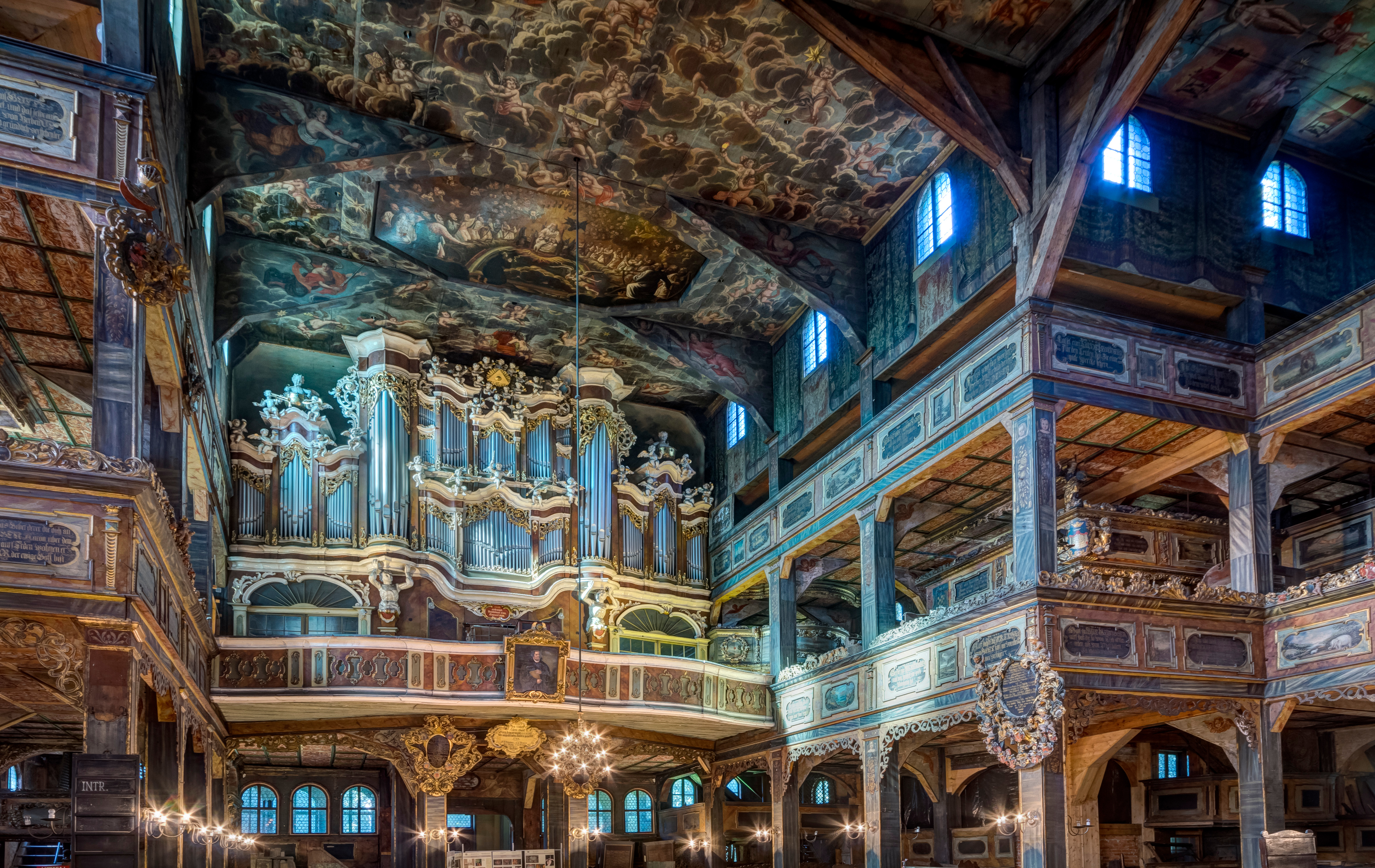
Kościół Pokoju – wnętrze

W Świdnicy znajduje się jedna z największych katedr w wojewódzwie: Katedra św. Stanisława Biskupa i Męczennika i św. Wacława Męczennika w Świdnicy. W Świdnicy znajduje się luterański kościół Pokoju wzniesiony w systemie szachulcowym w 1657, wpisany na listę światowego dziedzictwa UNESCO w 2001. W 1905 została wzniesiona w stylu neoromańsko-bizantyjskim cerkiew św. Mikołaja Cudotwórcy, będąca dawną ewangelicką kaplicą cmentarną.
Świdnica z racji swego historycznego znaczenia posiada wiele cennych zabytków architektury sakralnej, mieszczańskiej, jak i przemysłowej. Uniknięcie zniszczeń w czasie II wojny światowej pozwoliło zachować drugi co do wielkości (po Wrocławiu) zespół zabytkowej architektury na Dolnym Śląsku. Jej wschodni fragment uległ częściowemu wyburzeniu i został zastąpiony przez socjalistyczną architekturę mieszkaniową niskiej jakości, przez co spójność urbanistyczna całego kompleksu uległa nieodwracalnemu zniszczeniu. 
W 1967, podczas rozbiórki bloku śródrynkowego, doprowadzono do zawalenia się wieży ratuszowej, która została odbudowana w latach 2010–2012. Mimo to do dziś przetrwało wiele zabytkowych domów, głównie na Rynku i przylegających do niego ulicach. Od kilku lat starówka jest sukcesywnie restaurowana, a zatwierdzony przez Radę Miejską plan rewitalizacji i rewaloryzacji starego miasta zakłada kompleksowe prace renowacyjnej miejskiej starówki. Nocą wiele obiektów starego miasta jest iluminowanych.
Miasto przez lata było dużym ośrodkiem przemysłowym i gospodarczym. Spuścizną po okresie uprzemysłowienia jest kilkanaście zabytków techniki i architektury przemysłowej.
W Świdnicy znajdują się także historyczny cmentarz żydowski oraz zespół barokowych rzeźb na Rynku.
Miasto Świdnica jest jednym ze współzałożycieli Ligi Polskich Miast i Miejsc UNESCO, powołanej 26 czerwca 2004.

### Zieleń miejska
Świdnica jest miastem o stosunkowo dużym udziale zieleni miejskiej w ogólnej powierzchni miasta. Istnieje tutaj kilkanaście parków, skwerów, liczne są klomby i zadrzewienia przy placach i ulicach świdnickich.
Parki miejskie:
- Park Centralny
- Park Pionierów
- Park Młodzieżowy
- Park Saperów
- Park Ułanów
- Park Sikorskiego
- Park Strzelnica
- Park Szkolny
- Park Harcerski

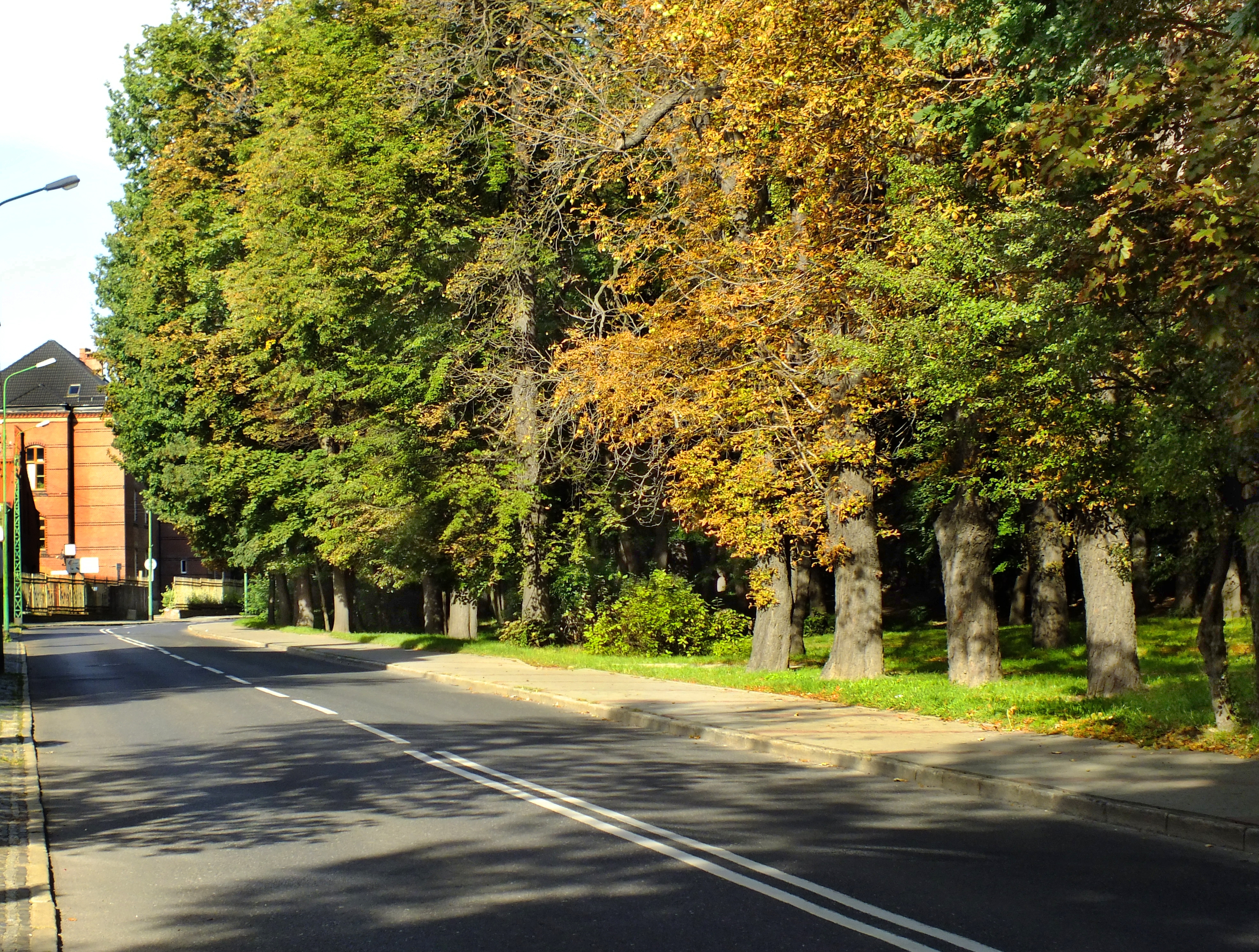
Park Młodzieżowy, widok od ulicy Armii Krajowej

W dniu 28 lipca 1995, uchwałą Rady Miejskiej, ochroną objęto 77 drzew spełniających kryteria do uznania ich za pomniki przyrody, spośród 223 zaproponowanych. Park Młodzieżowy przy ulicy Armii Krajowej dysponuje największą liczbą pomników przyrody. Znajduje się tam 12 drzew objętych ochroną. Wśród owych roślin można wyróżnić gatunki takie jak: platan klonolistny, cis pospolity, żywotnik olbrzymi, sosna czarna, miłorząb dwuklapowy, dąb szypułkowy, topola czarna, buk zwyczajny, klon zwyczajny, srebrzysty kasztanowiec biały.

### Osiedla mieszkalne
Świdnica nie jest podzielona między jednostki pomocnicze. Wyróżnia się tylko jedną część miasta: Kraszowice.
Ponadto funkcjonuje zwyczajowy podział na osiedla:

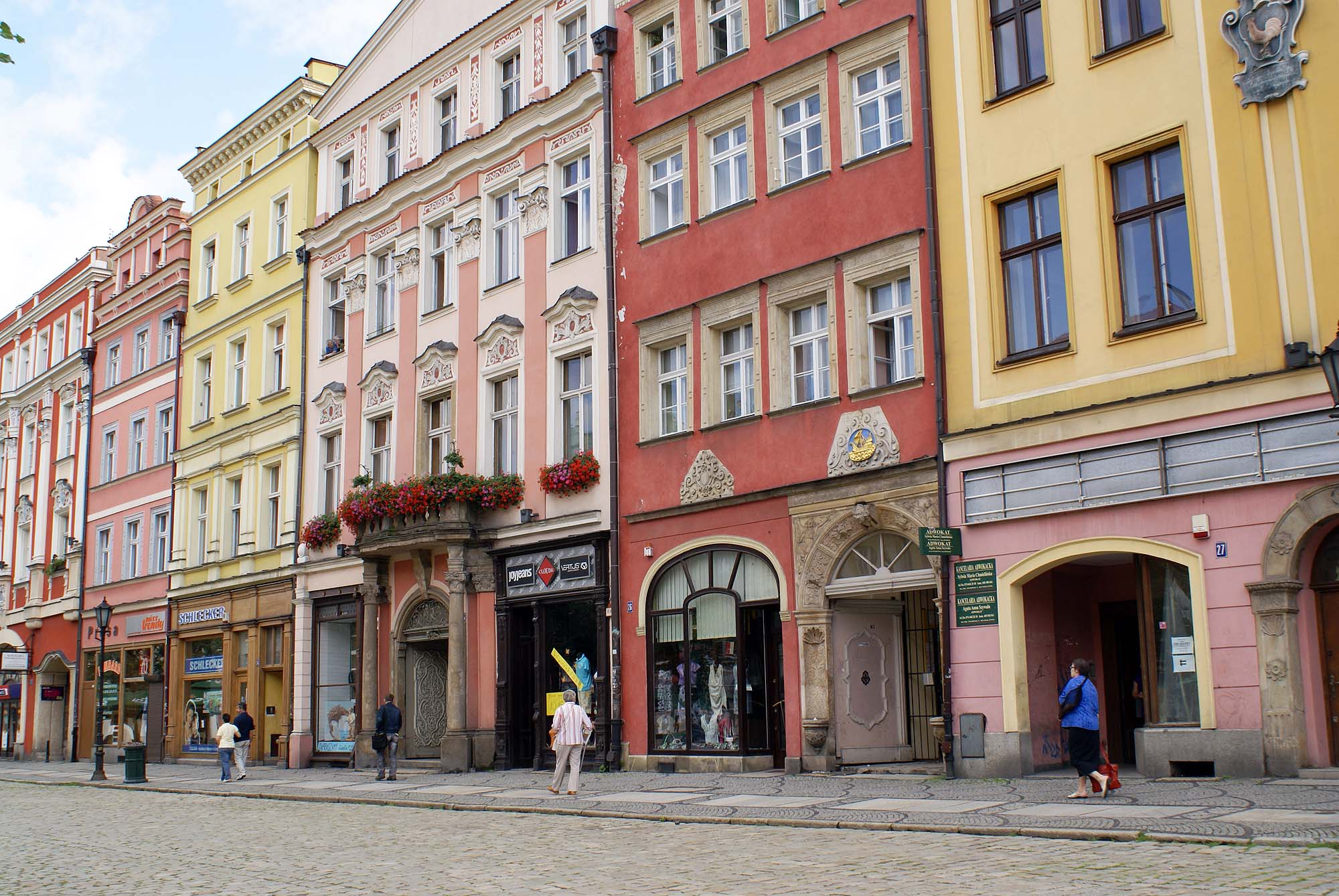
Kamienice mieszczańskie w rynku Starego Miasta

- Stare Miasto
- Kraszowice
- Osiedle Kolonia
- Osiedle Młodych
- Osiedle Piastów
- Osiedle Świerkowe
- Osiedle Słowiańskie
- Osiedle Zarzecze
- Osiedle Zawiszów
- Osiedle Zwierzynieckie

## Gospodarka

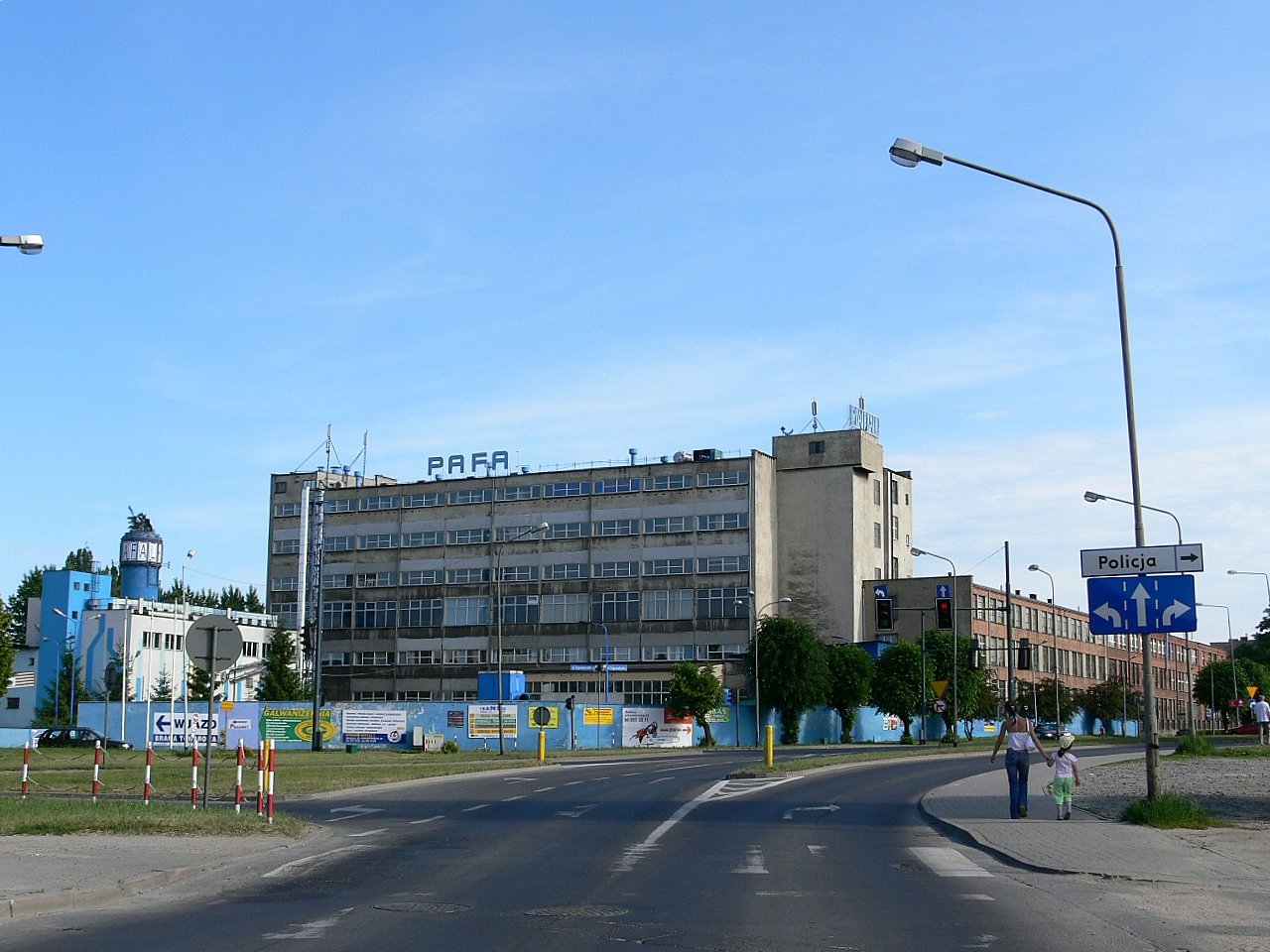
Fabryka Aparatury pomiarowej „Pafal”

W okresie PRL w mieście funkcjonowała m.in. Fabryka Wagonów Towarowych i Urządzeń Przemysłowych produkująca m.in. wyposażenie cukrowni, zakłady przemysłu elektrotechnicznego, precyzyjnego, skórzanego, meblowego i wełnianego. Po transformacji ustrojowej część zakładów postawiona została w stan upadłości.
Od kwietnia 2004 na terenie miasta istnieje podstrefa Wałbrzyskiej Specjalnej Strefy Ekonomicznej „Invest Park”. Od czerwca 2005 budowę fabryki rozpoczął „Electrolux”, zakończyły się również prace budowlane fabryki Colgate-Palmolive. Na terenie Wałbrzyskiej Specjalnej Strefy Ekonomicznej „Invest Park” ulokowały się też – „Klingenburg International” Sp. z o.o. (producent urządzeń klimatyzacyjnych i wentylacyjnych), „Nifco Poland” Sp z o.o. (producent pierścieni, nitów i zacisków z tworzyw sztucznych) oraz Galess Sp. z o.o. (usługi galwanizerskie). Poza podstrefą inwestycje typu „greenfield” rozpoczęły – „IMP Comfort” Sp. z o.o. (producent tkanin technicznych) i „Krause” Sp. z o.o. (producent drabin i rusztowań aluminiowych), w 2008 na terenie strefy powstała nowa siedziba Sonel S.A. Swoje siedziby posiadają polski producent z branży AGD Solgaz, oraz producent tworzyw sztucznych DBI Plastic Polska. Dystrybucję oraz produkcję prowadzi przedsiębiorstwo M&J Świdnica, producent m.in. majonezu Świdnickiego. W Świdnicy znajduje się także fabryka wagonów należąca do amerykańskiego koncernu The Greenbrier Companies (dawniej Wagony Świdnica SA).

## Infrastruktura techniczna

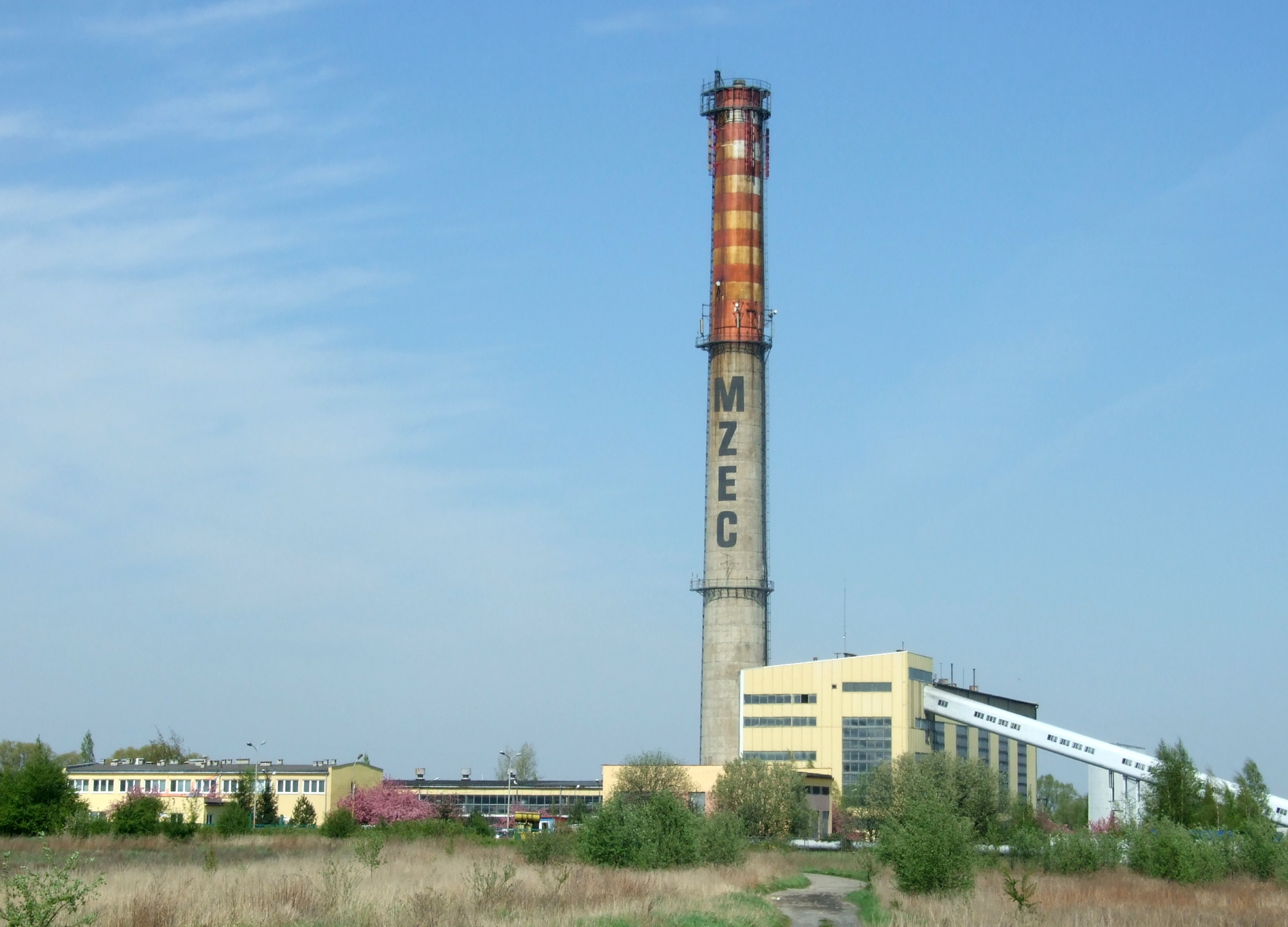
Miejski Zakład Energetyki Cieplnej

- Świdnickie Przedsiębiorstwo Wodociągów i Kanalizacji (spółka z udziałem miasta zaopatrująca w wodę mieszkańców miasta Świdnica) zarządza siecią wodociągową łącznej długości 173 km, na której wykonanych jest 2671 przyłączy do budynków. Na sieci kanalizacyjnej o długości 147 km wykonanych jest 2766 przyłączy do budynków. Miasto Świdnica zaopatrywane jest z dwóch ujęć wody podziemnych: przy ul. Bokserskiej oraz w Pszennie[potrzebny przypis].
- Miejski Zakład Energetyki Cieplnej w Świdnicy zaopatruje w ciepło ponad 40% ogółu mieszkań i podmiotów gospodarczych[potrzebny przypis] w Świdnicy. Ciepło jest produkowane w sześciu ciepłowniach przy ul. Pogodnej, Bohaterów Getta, Saperów, Sikorskiego, Zarzecze (planowane wyburzenie 2017)[42], Zawiszów.

## Transport

### Transport drogowy

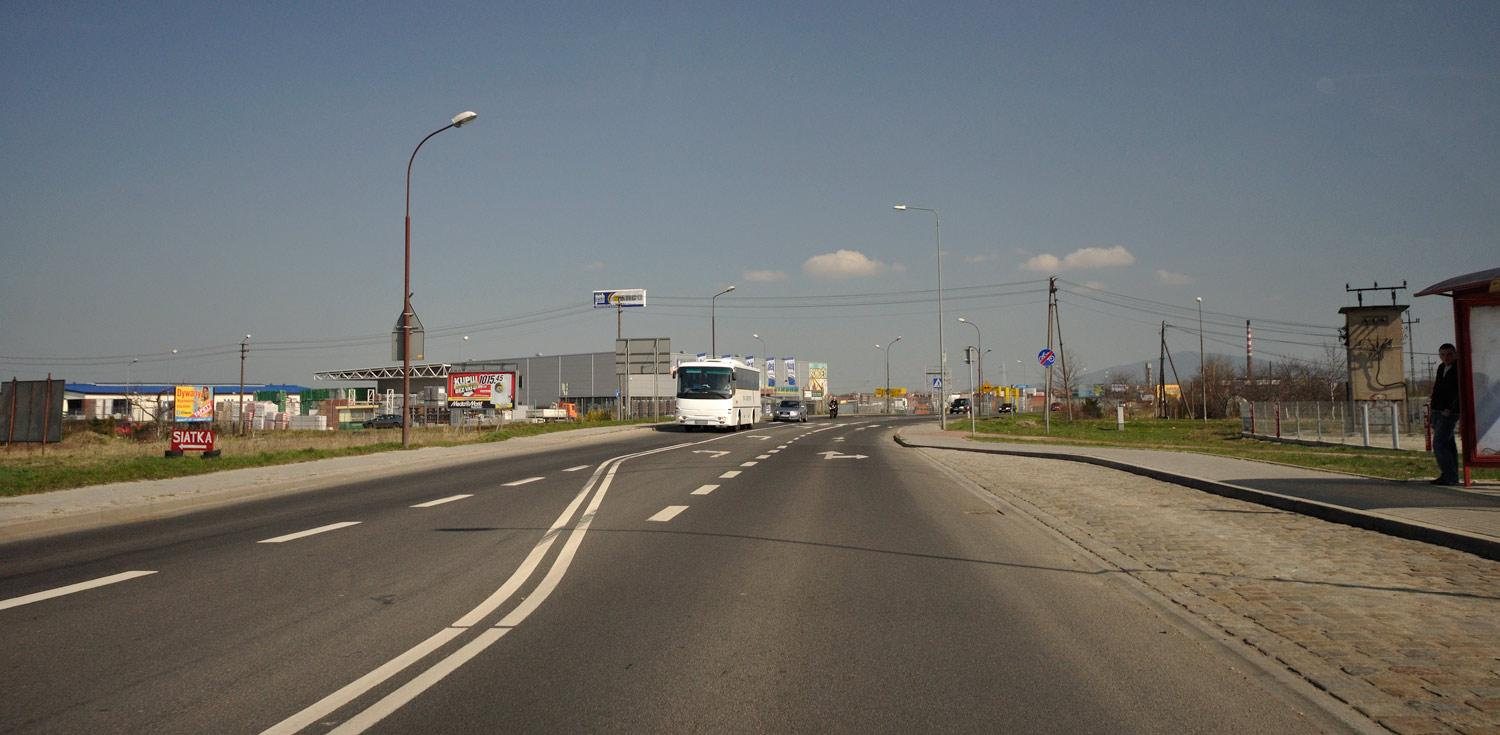
Ulica Szarych Szeregów – jedna z głównych dróg wjazdowych do Świdnicy. Widok w kierunku Pszenna

#### Główne drogi w mieście
Obszar miasta Świdnicy stanowi węzeł dróg wojewódzkich i krajowych:
- Droga krajowa nr 35 (Bielany Wrocławskie k. Wrocławia – Świdnica – Wałbrzych – Mieroszów – Golińsk)
- Droga wojewódzka nr 382 (Strzegom – Dzierżoniów – Ząbkowice Śląskie)
- Droga wojewódzka nr 379 (Świdnica – Wałbrzych)

Ponadto, ze Świdnicy wybiegają drogi lokalne do Bystrzycy Górnej, Wirów, Żarowa, Witoszowa Dolnego oraz Jaworzyny Śląskiej.

#### „Łącznik” Świdnica – autostrada A4
Świdnica położona jest w odległości około 30 kilometrów od autostrady A4, do której dojazd ułatwia otwarta w 2011 droga powiatowa nr 3396D omijająca tereny zabudowane (w tym Żarów), potocznie zwana „łącznikiem”.
Projekt pod nazwą „Budowa drogi powiatowej nr 3396D na odcinku pomiędzy drogą krajową nr 5 a drogą wojewódzką nr 382 i ul. Stęczyńskiego w Świdnicy” realizowany był z udziałem dofinansowania z funduszy europejskich w ramach Działania 3.1 Infrastruktura drogowa, w Priorytecie 3 Rozwój infrastruktury transportowej na Dolnym Śląsku(„Transport”) Regionalnego Programu Operacyjnego Województwa Dolnośląskiego na lata 2007–2013. Całkowity koszt inwestycji wyniósł blisko 109 mln zł (z czego ok. 89 mln zł pochłonęła budowa jezdni), co klasyfikuje ją jako jedną z największych inwestycji realizowanych ze środków wojewódzkich i największą w historii powiatu w Polsce. Budowa współfinansowana była przez 6 samorządów: powiat świdnicki – główny inwestor, urząd marszałkowski, miasto Świdnica oraz gminy: Świdnica, Żarów i Jaworzyna Śląska. Nawierzchnia drogi wykonana została z betonu cementowego 30/37, a podbudowa z chudego betonu. Dzięki decyzji o wykonaniu nawierzchni betonowej zamiast, klasycznie, bitumicznej, zyskano drogę o lepszych właściwościach bez zwiększania kosztu jej budowy oraz wydłużoną, pięcioletnią gwarancję od wykonawcy. Jedno z rond na budowanej trasie zostało wykonane w technologii betonowej i był to pierwszy, eksperymentalny obiekt tego typu na obszarze Polski. Realizacja inwestycji przyczyniła się do znacznego skrócenia czasu przejazdu, a w konsekwencji do spadku kosztów czasu pasażerów (oszczędność kosztów czasu w przewozach pasażerskich) i do spadku kosztów czasu kierowców zawodowych (oszczędność kosztów czasu w przewozach towarowych). Łączne oszczędności czasu pasażerów i kierowców (niezdyskontowane) wyniosły w 2012 wg obliczeń autorów branżowego czasopisma „Drogownictwo” 12,4 mld zł.
W najbliższych latach planowana jest również budowa drogi ekspresowej S5 pomiędzy planowanym węzłem Sobótka (z planowaną trasą S8) oraz węzłem Bolków (istniejąca droga ekspresowa S3). Jednym z węzłów tego odcinka będzie węzeł Świdnica znajdujący się na północ od miasta.

#### Drogowy transport zbiorowy
Komunikacją miejską wewnątrz miasta i do okolicznych miejscowości zajmuje się Miejskie Przedsiębiorstwo Komunikacyjne. Według stanu na lipiec 2024 roku MPK obsługiwało 18 linii autobusowych.
Linie autobusowe:
- linia nr 1: Świdnica ul. Strzelińska – ul. E. Platter/Komorów,
- linia nr 2: Świdnica ul. Strzelińska – ul. B. Krzywoustego
- lina nr 3: Świdnica ul. Słowiańska – ul. E. Platter
- linia nr 4: Świdnica al. Colgate – ul. M. Kopernika
- linia nr 5: Świdnica ul. B. Krzywoustego – ul. M. Kopernika
- linia nr 6: Świdnica ul. E. Plater – ul. M. Kopernika/Pszenno,
- linia nr 7: Świdnica ul. E. Plater – ul. B. Krzywoustego,
- linia nr 8: Świdnica ul. Sikorskiego - ul. Strzelińska
- linia nr 9: Świdnica ul. E. Plater - ul. Wschodnia,
- linia nr 10: Świdnica pl. Św. Małgorzaty - Witoszów Dolny – Witoszów Górny – Pogorzała – Modliszów,
- linia nr 11: Świdnica ul. Leśna Szpital - ul. M. Kopernika
- linia nr 12: Świdnica ul. Pogodna - Inżynierska
- linia nr 13: Świdnica ul. E. Plater - ul. Inżynierska,
- linia nr 20 Świdnica pl. Grunwaldzki – Boleścin – Krzczonów – Grodziszcze – Krzyżowa – Wieruszów,
- linia nr 30: Świdnica ul. Strzegomska/E. Leclerc – Burkatów – Bystrzyca Dolna – Bystrzyca Górna – Lubachów,
- linia nr 41: Świdnica pl. św. Małgorzaty – Pszenno – Kątki – Zebrzydów – Marcinowice,
- linia nr 43: Świdnica pl. św. Małgorzaty – Pszenno – Wilków – Niegoszów – Panków – Śmiałowice – Klecin – Stefanowice – Gruszów – Marcinowice,
- linia nr 60: Świdnica pl. św. Małgorzaty – Opoczka – Bojanice – Lutomia Dolna – Lutomia Górna – Stachowice,

Od września 2018 roku MPK Świdnica, poza systemem publicznego transportu zbiorowego świadczy komercyjne przewozy autobusami niskopodłogowymi typu miejskiego na linii nr 31A: Świdnica pl. św. Małgorzaty – Świebodzice – Wałbrzych ul. Wysockiego. Kursy umożliwiają dojazd na pociągi Express Intercity Premium zatrzymujące się na stacji Wałbrzych Miasto. Od 17 marca 2020 roku kurs ten został zawieszony do odwołania w związku z pandemią COVID-19.
Od 1 lipca 2024 nastąpiły duże zmiany w liniach autobusowych, znikły trasy okrężne 50 i 52.
Do 2016 funkcjonowało Przedsiębiorstwo Komunikacji Samochodowej w Świdnicy, powstałe z przekształcenia oddziału Państwowej Komunikacji Samochodowej obsługujące linie regionalne i dalekobieżne w wybranych kierunkach. Aktualnie (październik 2017) regionalny i dalekobieżny transport autobusowy ze świdnickiego dworca autobusowego prowadzą prywatni przewoźnicy w następujących kierunkach (miejscowości docelowe):
- Bielawa
- Buków
- Dzierżoniów
- Gola Świdnicka
- Jawor
- Jaworzyna Śląska
- Kołobrzeg
- Kijów
- Łażany
- Mielno
- Mrowiny
- Pastuchów
- Pogorzelica
- Praga
- Przyłęgów
- Roztoka
- Sady
- Sobótka
- Strzegom
- Świebodzice
- Olsztyn
- Unieście
- Walim
- Wałbrzych
- Warszawa
- Wrocław
- Żarów

Właścicielem centrum przesiadkowego (dworca autobusowego zintegrowanego z dworcem kolejowym Świdnica Miasto) jest samorząd miejski. Budowa centrum trwała 5 lat i kosztowała 25 milionów złotych.

### Transport kolejowy
Kolej funkcjonuje w Świdnicy od 1844. Główną stacją jest Świdnica Miasto, wybudowana w 1861, a następnie przebudowana w latach 1903–1905. Przebiegają przez nią: linia kolejowa nr 137 łącząca Katowice z Legnicą oraz linia nr 771 łącząca ze stacją Świdnica Przedmieście. Ta druga położona jest na linii nr 285 z Wrocławia do Jedliny-Zdroju. Po 22 latach przerwy, 12 czerwca 2022 oddano do użytku zrewitalizowaną część linii przez Sobótkę. Po odcinku Świdnica Miasto – Jedlina-Zdrój pociągi pojechały 24 czerwca 2022.
Według stanu na rok 2024 z połączeń pasażerskich przez Świdnicę kursują pociągi Kolei Dolnośląskich, a także pociągi TLK PKP Intercity w relacji Jelenia Góra – Kraków Główny. W grudniu 2013 Koleje Dolnośląskie uruchomiły bezpośrednie połączenie Świdnica Miasto – Wrocław Główny (przez Jaworzynę Śląską, w której następuje zmiana kierunku jazdy). Również to połączenie obsługiwane jest przez autobusy szynowe. Jednocześnie oddano do użytku wyremontowany budynek dworca Świdnica Miasto. Od 12 czerwca 2022 r. połączenia do Wrocławia zostały poprowadzone przez nowo zrewitalizowaną linię kolejową nr 285, Świdnica w tym dniu zyskała nowe połączenie do/z Trzebnicy.
W czasach stacjonowania w Świdnicy Armii Czerwonej miasto posiadało bezpośrednie połączenie kolejowe z Moskwą.
Trasa Kamieniec Ząbkowicki – Legnica wykorzystywana jest także w ruchu towarowym. Wyprowadzone są od niej bocznice do Miejskiego Zakładu Energetyki Cieplnej oraz zakładów Specjalnej Strefy Ekonomicznej. Ruch towarowy w Świdnicy odbywa się również na linii Świdnica Miasto – Świdnica Przedmieście – Pszenno, z której też wyprowadzone są bocznice do zakładów przemysłowych – największa do Fabryki Wagonów.
Zlokalizowane w mieście stacje kolejowe to:
- Świdnica Miasto
- Świdnica Przedmieście
- Świdnica Zawiszów
- Świdnica Kraszowice (nieczynna)

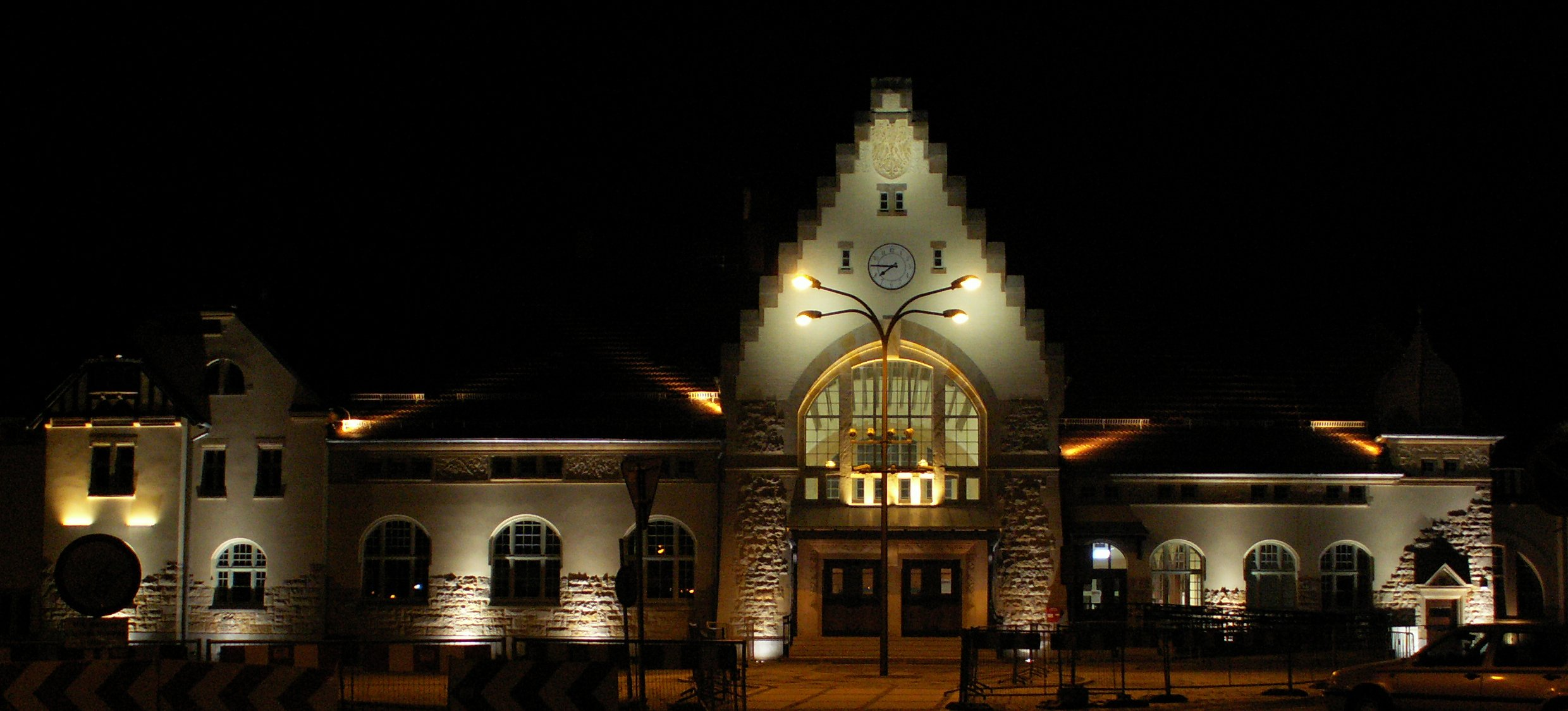
Dworzec kolejowy Świdnica Miasto

W roku 2023 stacja Świdnica Miasto obsługiwała 2000 pasażerów dziennie.

### Transport lotniczy
W Świdnicy nie ma lotniska, które mogłoby obsługiwać loty pasażerskie. Najbliższe lotnisko pasażerskie Wrocław-Strachowice jest oddalone o 55 km. W pobliskich Świebodzicach znajduje się lądowisko dla awionetek, które może przyjmować niewielkie samoloty.
W 2007 przy ul. Leśnej otwarto sanitarne Lądowisko Świdnica.

## Turystyka

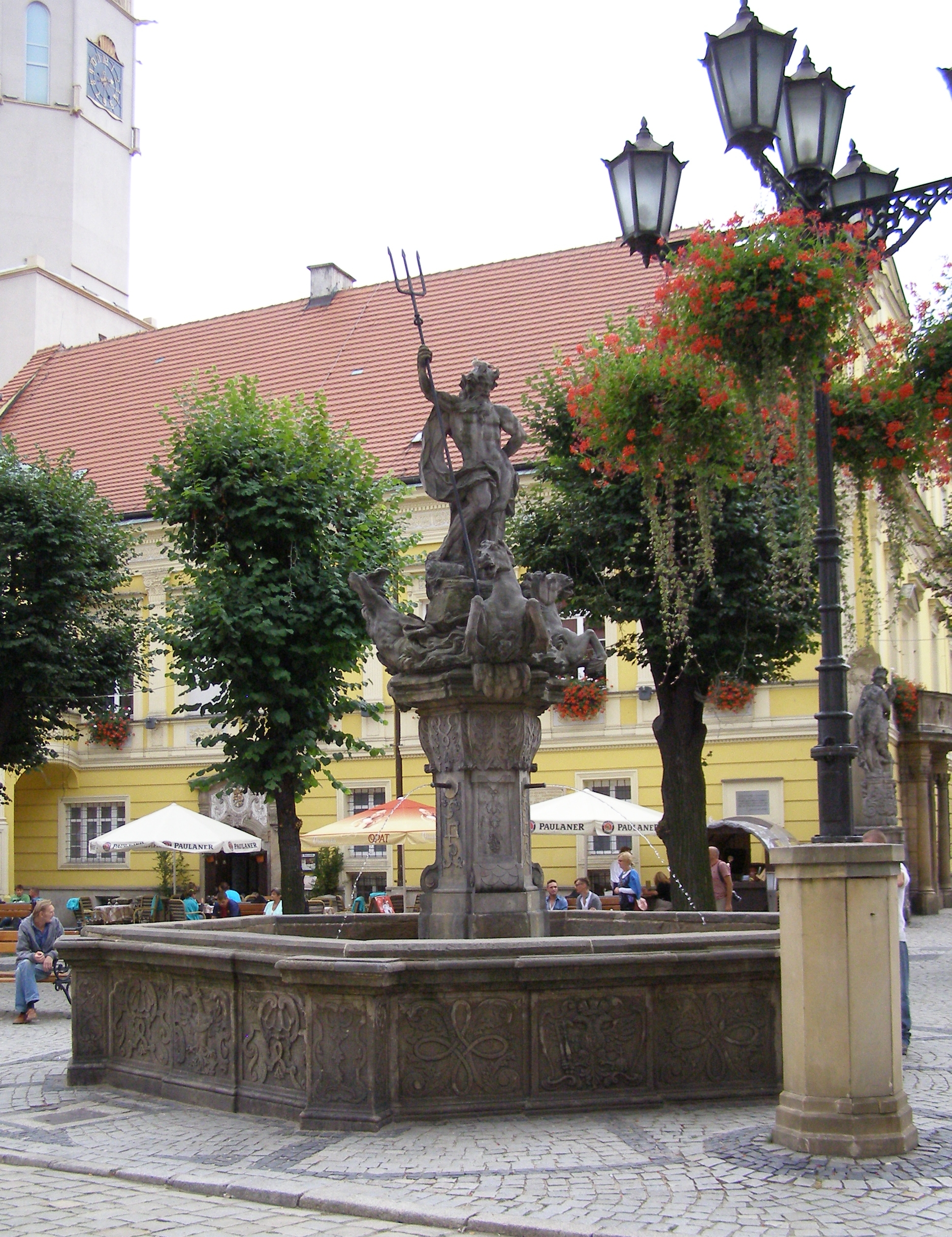
Fontanna na rynku świdnickim

W punkcie Informacji turystycznej przy ul. Wewnętrznej 2 turyści mogą uzyskać informacje dotyczące bazy hotelowo-gastronomicznej, o organizowanych imprezach czy o historii Świdnicy. Informacja oferuje również do sprzedaży albumy fotograficzne miasta, foldery, mapy, oraz liczne pamiątki związane ze Świdnicą. W 2014 uruchomiono wypożyczalnię rowerów miejskich.
Na obrzeżach miasta znajduje się jedyny w Europie pomnik mężczyzny, który ze spuszczonymi spodniami siedzi na ceglanym wychodku załatwiając potrzebę fizjologiczną, zwany Srającym Chłopkiem (lub bardziej swojsko Bolkiem Myślicielem). Ufundowany został w 1928 przez mieszkańców miasta z okazji powstania miejskich wodociągów, pierwotnie znajdował się przy ulicy Bokserskiej obok pierwszego budynku tej firmy. Po wybudowaniu oczyszczalni ścieków na rogatkach miasta został przeniesiony do Zawiszowa, 1 km od Świdnicy, przed oczyszczalnię ścieków „Bystrzyca”. Parokrotnie przemalowywany, obecnie stoi na wolnym powietrzu (przedtem zamknięty w altance).

## Edukacja
W Świdnicy są 2 żłobki, 9 przedszkoli, 7 szkół podstawowych, a ponadto:

### Uczelnie
- Wyższa Szkoła Techniczno-Ekonomiczna (dawniej Wyższa Szkoła Technologii Teleinformatycznych)
- Społeczna Akademia Nauk w Łodzi Wydział Zamiejscowy w Świdnicy.
- Wyższe Seminarium Duchowne Diecezji Świdnickiej

### Szkoły średnie

#### Licea
- Liceum Ogólnokształcące Szkoła Mistrzostwa Sportowego w Kolarstwie
- I Liceum Ogólnokształcące im. Jana Kasprowicza
- II Liceum Ogólnokształcące im. Stefana Banacha
- Zespół Szkół Ogólnokształcących
- III Liceum Ogólnokształcące im. Marii Skłodowskiej-Curie

#### Technika
- Zespół Szkół Hotelarsko-Turystycznych im. Tony Halika
- Zespół Szkół Ekonomicznych im. Wincentego Stysia
- Zespół Szkół Mechanicznych im. Mikołaja Kopernika
- Zespół Szkół Budowlano-Elektrycznych im. Jana III Sobieskiego
- Zespół Szkół nr 1

### Inne
- Szkoła Policealna Służb Społecznych (dawne Studium Medyczne)
- Społeczna Szkoła Podstawowa, Gimnazjum i Przedszkole – Akademia Przedszkolaka
- Młodzieżowy Dom Kultury im. Mieczysława Kozara-Słobódzkiego
- Żłobek Misie Tulisie sfinansowany ze środków Unii Europejskiej, Budżetu Państwa i prywatnego właściciela.

## Służba zdrowia
W Świdnicy funkcjonuje 12 przychodni, 17 aptek, szpital, wiele prywatnych praktyk lekarskich.

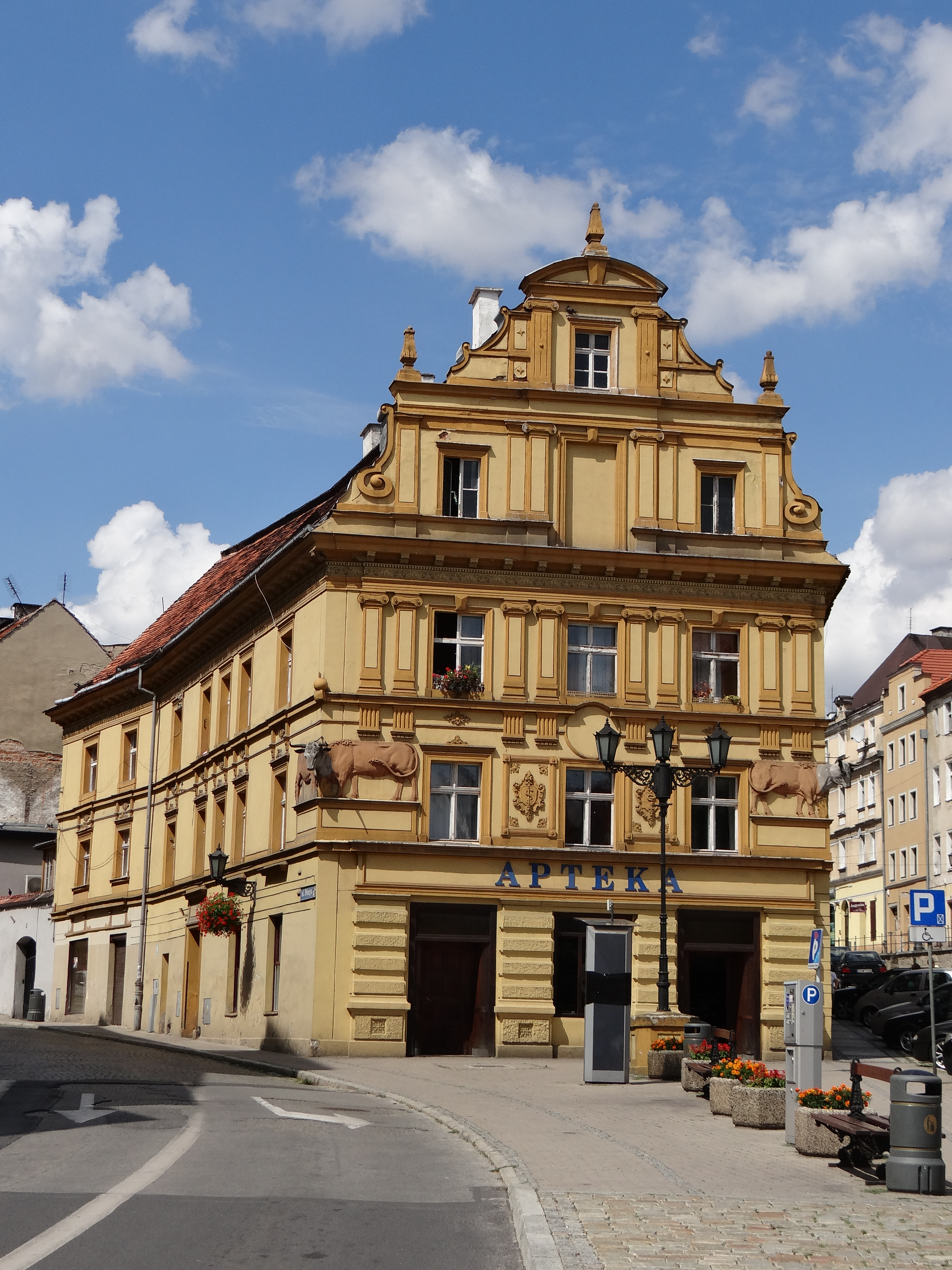
Apteka „Pod Bykami” mieści się w kamienicy przy ul. Długiej 45 – prawdopodobnie najstarszej w mieście

### Przychodnie
- Nr 1 – NZOZ „Ars Medica”
- Nr 2 – NZOZ „Mieszko”
- Nr 4 – NZOZ „Eskulap”
- Nr 5 – NZOZ „BH Med”
- Nr 6 – NZOZ „Kolmed”
- Nr 7 – NZOZ „Medyk”
- Nr 8 – NZOZ „AR-Vita”
- Przychodnia Rehabilitacyjna
- Przychodnia dla Dzieci
- Poradnia Rehabilitacyjna
- Poradnia Odwykowa
- Przyzakładowy Zakład Opieki Zdrowotnej
- Zakład Balneologiczny[potrzebny przypis]

### Szpitale
- Regionalny Specjalistyczny Szpital Powiatowy „Latawiec” – jest to szpital położony na peryferiach miasta, w jego południowo-zachodniej części. Posiada lądowisko dla helikopterów.

## Kultura

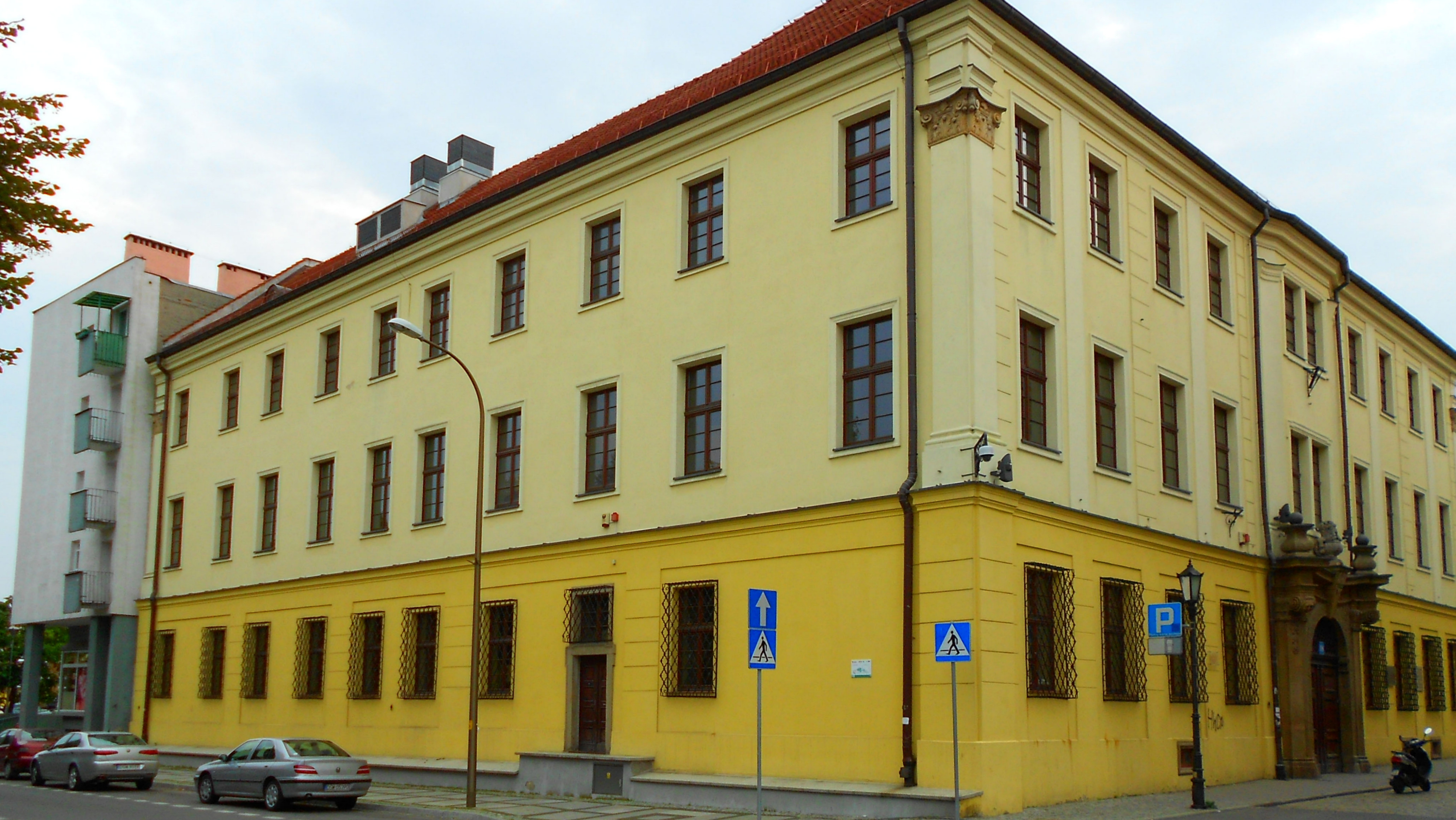
Pałac Opatów Lubiąskich, obecnie Miejska Biblioteka Publiczna

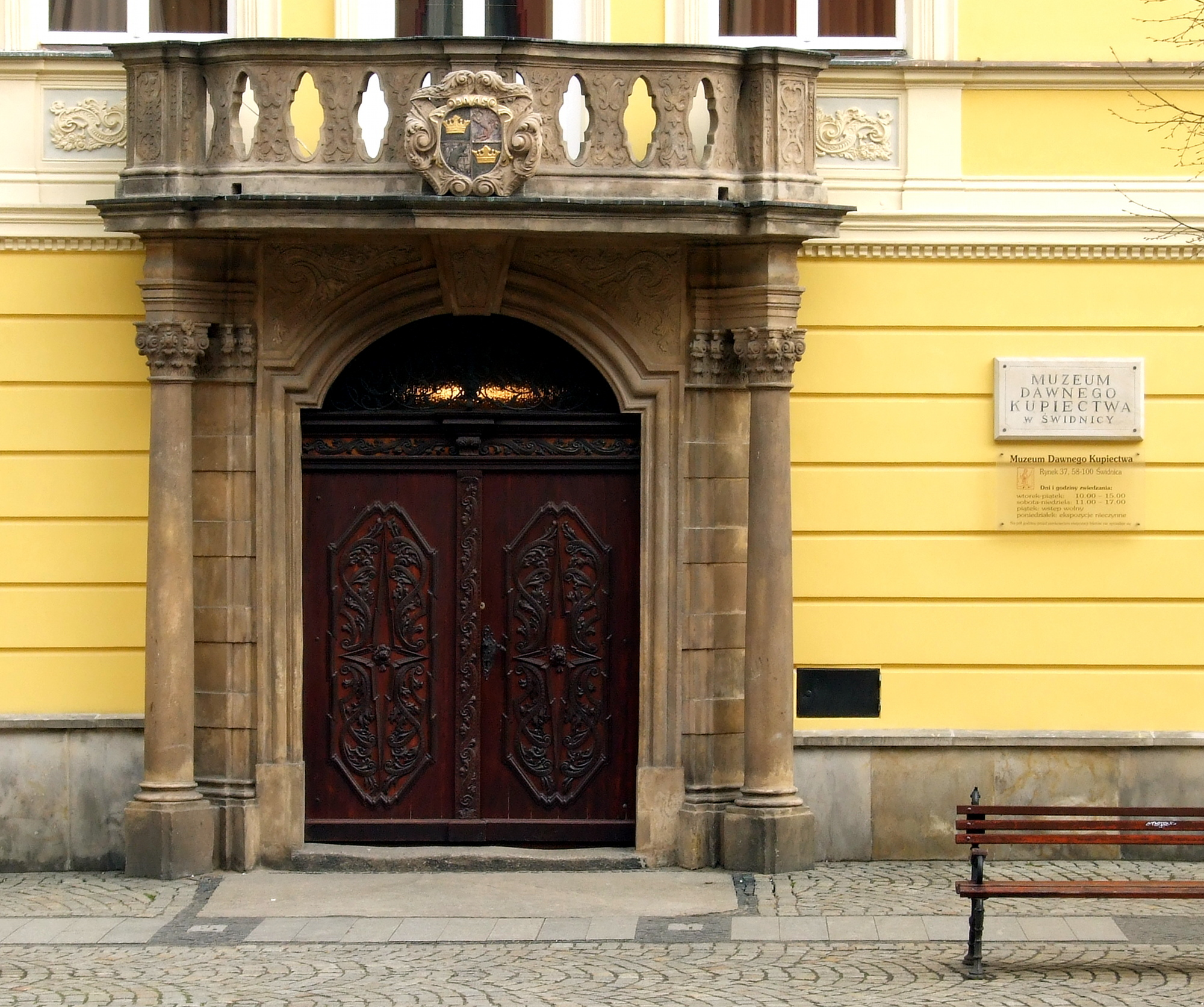
Muzeum Dawnego Kupiectwa

Przed II wojną światową miasto było siedzibą Teatru Krajowego w Świdnicy, a Państwowy Teatr Świdnica działał do ok. 1951. W mieście działają Świdnicki Ośrodek Kultury, Miejska Biblioteka Publiczna, 1 kino, kilkanaście galerii, liczne stowarzyszenia, kółka artystyczne itp.
Do instytucji kultury w Świdnicy należą:
- Świdnicki Ośrodek Kultury[61]
- Miejska Biblioteka Publiczna
- Muzeum Dawnego Kupiectwa
- Muzeum Broni i Militariów
- Dolnośląska Biblioteka Pedagogiczna filia w Świdnicy
- Młodzieżowy Dom Kultury im. Mieczysława Kozara-Słobódzkiego (powstał w l. 50 jako Dom Harcerza, od 1957 jako Dom Kultury Dzieci i Młodzieży, od 1975 jako MDK)[62]
- Kino Multikino w Galerii Świdnickiej – 4 sale, ul. Miłego Dnia 1[63]
- Towarzystwo Regionalne Ziemi Świdnickiej
- Klub Osiedlowy Spółdzielni Mieszkaniowej przy ul. M. Skłodowskiej-Curie 23

Lista imprez kulturalno-rozrywkowych odbywających się cyklicznie w Świdnicy:
- Czas na teatr / Teatr na czasie
- Dni Gór (do 2021)
- Dni Świdnicy
- Festiwal Bachowski[64]
- Festiwal Filmów Dokumentalnych „Okiem Młodych”[65]
- Festiwal Piosenki Przedszkolnej
- Festiwal Teatru Otwartego
- Festyn Sobótkowy
- Forum Teatrów Niezależnych „Transformacje”
- Giełda Staroci, Numizmatów i Osobliwości
- Konkurs Recytatorski „Pegazik”
- Ogólnopolski Konkurs Recytatorski
- Otwarta Scena Amatora
- Przegląd muzyczny „Truskawka”
- Salon Poezji
- Świdnicka Środa Literacka
- Świdnicki Festiwal Filmowy „Spektrum”[66]
- Świdnicki Przegląd Zespołów Kolędniczych
- Świdnickie Noce Jazzowe
- Wielka Rapsodia Świdnica.

Większość tych imprez organizuje Świdnicki Ośrodek Kultury, który jest animatorem życia kulturalnego w mieście.
Świdnica od 4 października 2003 nosi tytuł Stolicy Dziecięcych Marzeń, który nadała jej Międzynarodowa Kapituła Orderu Uśmiechu na swoim pierwszym w historii posiedzeniu poza Warszawą.

## Media
Świdnica posiada własną telewizję, radio internetowe oraz kilka tytułów lokalnej prasy.

### Telewizja
- Telewizja Teletop Sudety
- Interaktywna Telewizja Świdnica ITVS

### Radio
- Radio Świdnica

### Gazety
- Doba.pl[68]
- Wiadomości Świdnickie[69]
- Swidnica24.pl[70]
- „Tygodnik Świdnicki”
- „Expressem”
- „Wiadomości Świdnica – NaszeMiasto.pl”
- „Niedziela” (edycja świdnicka)
- „Moja Świdnica”

## Administracja i władze

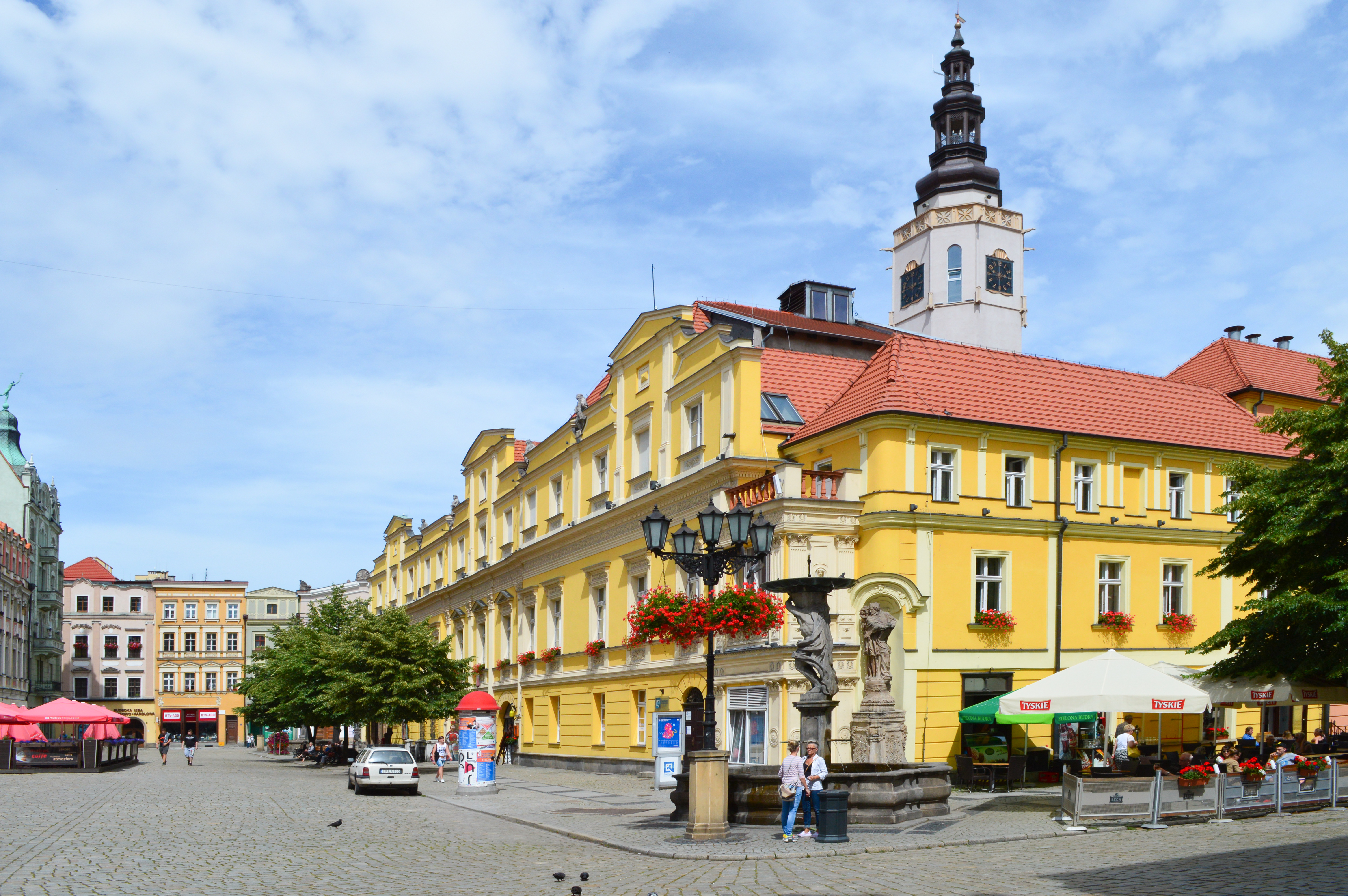
Ratusz

Świdnica ma status gminy miejskiej. Rada Miejska w Świdnicy składa się z 23 radnych. Organem wykonawczym samorządu jest prezydent miasta, którym obecnie jest Beata Moskal-Słaniewska.
Miasto jest też siedzibą samorządu powiatu świdnickiego.
Mieszkańcy Świdnicy wybierają posłów z okręgu wyborczego nr 2, senatorów z okręgu wyborczego nr 4, natomiast członków Parlamentu Europejskiego z okręgu wyborczego nr 12.

### Władze miasta w kadencji 2024–2029

#### Urząd miasta
- Prezydent miasta – Beata Moskal-Słaniewska
- zastępcy prezydenta miasta – Krystian Werecki, Katarzyna Fitrzyk
- sekretarz miasta – Maciej Rataj, skarbnik miasta – Marta Żłobicka-Wnuk

#### Rada miasta
- Przewodniczący rady miasta – Krzysztof Lewandowski, wiceprzewodniczący rady – Andrzej Ora, Rafał Fasuga[72].

## Wojsko
Świdnica ze względu na swoje położenie i posiadaną infrastrukturę wojskową była do początku lat 90. XX w. dużym garnizonem wojskowym. Na terenie miasta znajdowało się kilka kompleksów koszarowych, zajmowanych przez garnizon Wojska Polskiego oraz garnizon Armii Radzieckiej. W budynkach byłych koszar znajdują się m.in. siedziba starostwa powiatowego, urzędu miasta, urzędu skarbowego i zakładu ubezpieczeń społecznych.

## Religia

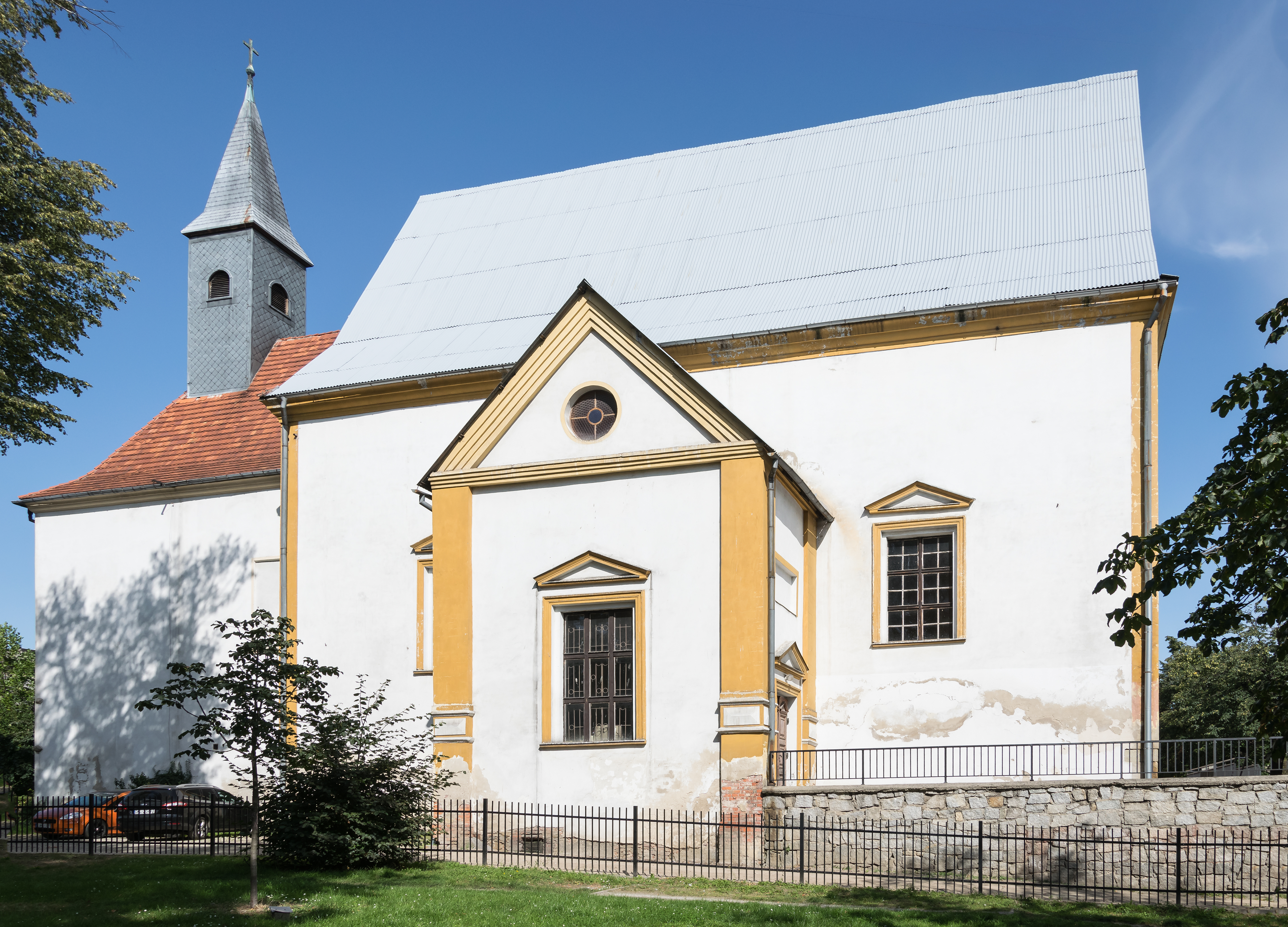
Zespół poklasztorny kapucynów z 1680 oraz dawny kościół św. Antoniego wybudowany w latach 1682–1688, współcześnie kościół zielonoświątkowy

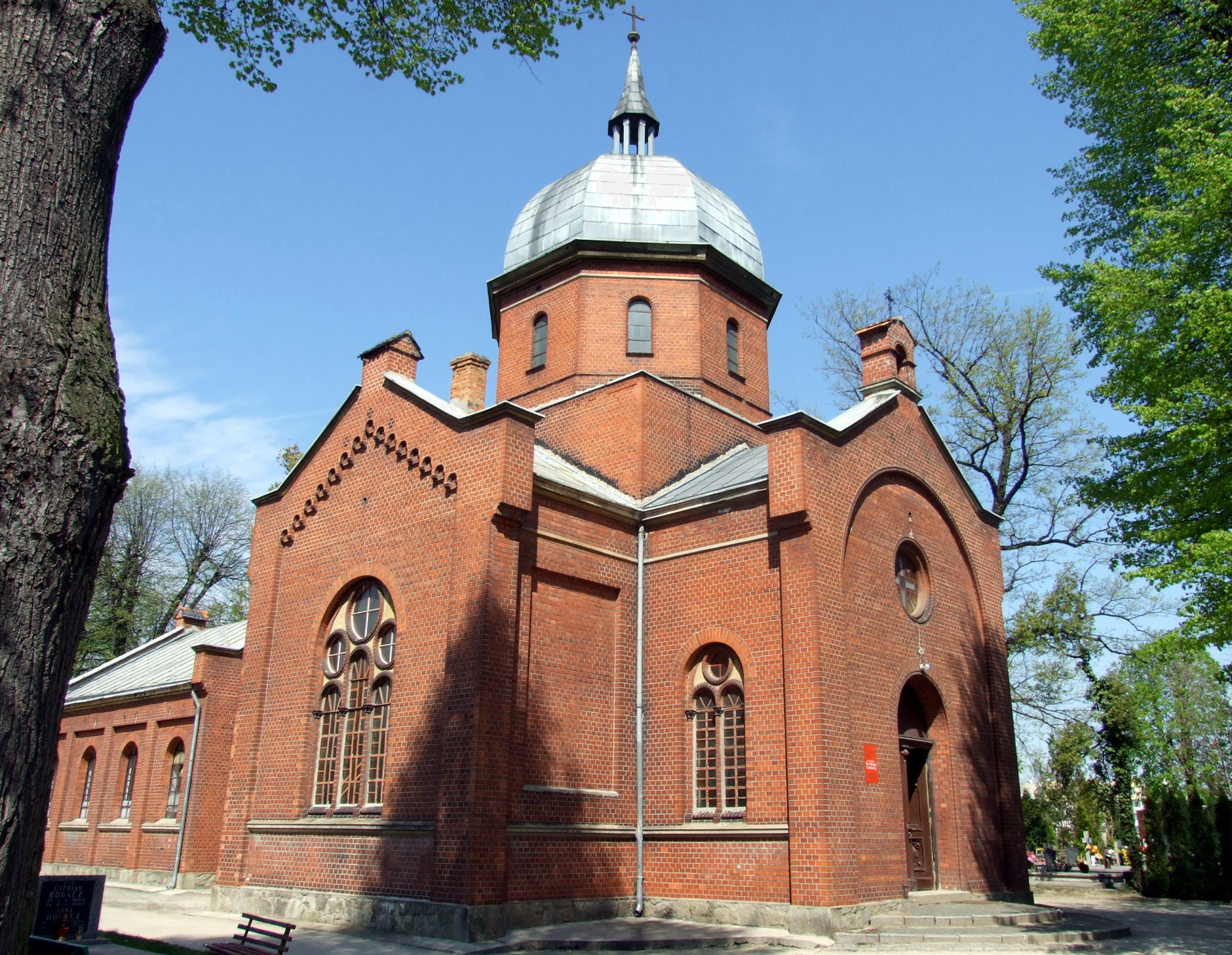
Cerkiew prawosławna pw. św. Mikołaja Cudotwórcy

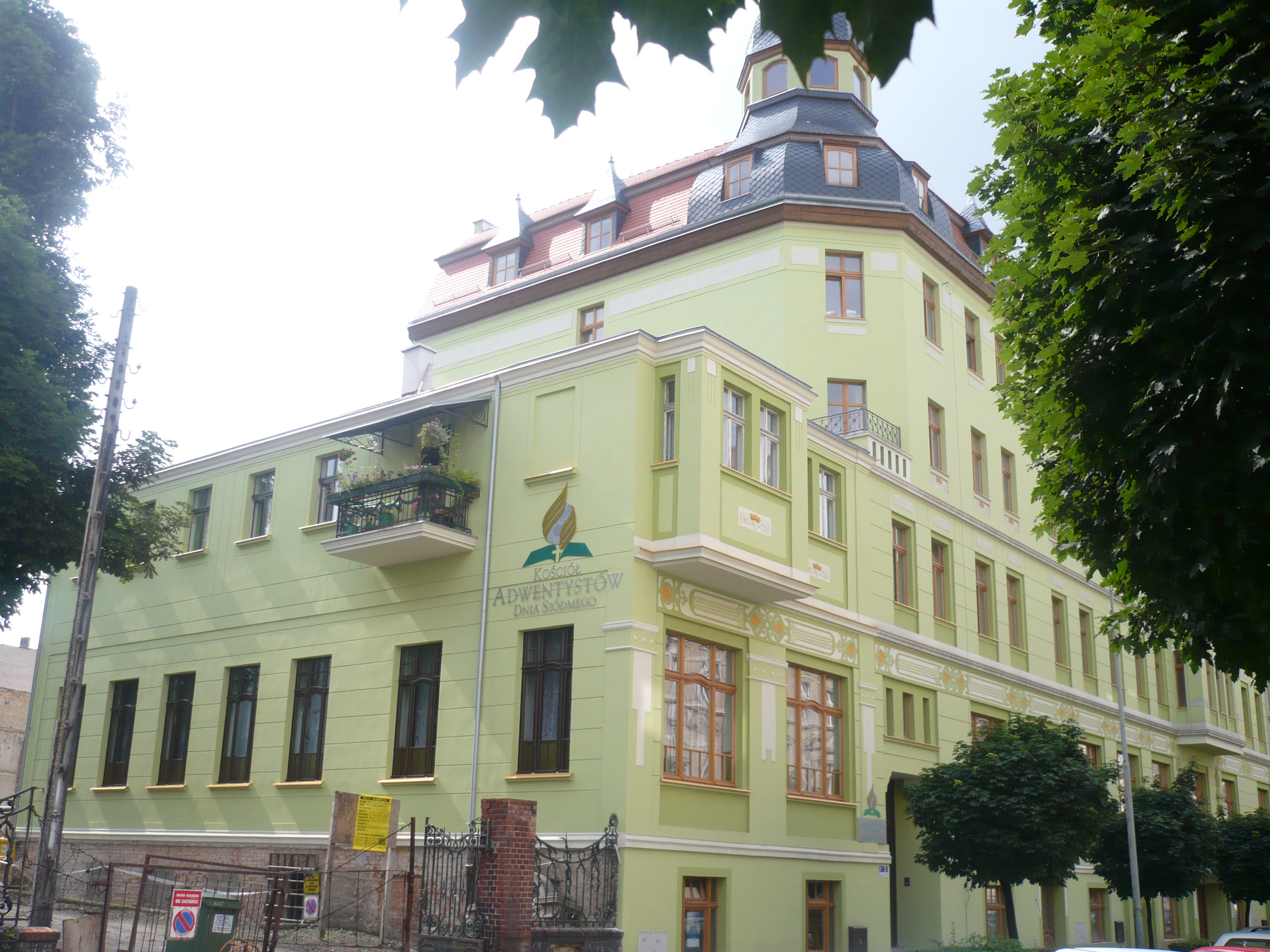
Siedziba zboru Kościoła Adwentystów Dnia Siódmego

Od 2004 siedziba diecezji świdnickiej. Od 2015 w Świdnicy rezyduje biskup diecezji wrocławskiej Kościoła Ewangelicko-Augsburskiego w RP.
Na terenie miasta działalność religijną prowadzą następujące kościoły i związki wyznaniowe:
- Katolicyzm:
  - Kościół rzymskokatolicki – 7 parafii, wchodzące w skład dwóch dekanatów: Świdnica – Wschód oraz Świdnica – Zachód.
  - Kościół greckokatolicki – parafia Zwiastowania Najświętszej Maryi Panny[74]
  - Kościół Polskokatolicki – parafia św. Antoniego z Padwy[75].
- Prawosławie:
  - Polski Autokefaliczny Kościół Prawosławny:
    - Parafia św. Mikołaja
- Protestantyzm:
  - Kościół Adwentystów Dnia Siódmego w RP:
    - zbór w Świdnicy[76]

  - Kościół Ewangelicko-Augsburski:
    - Parafia w Świdnicy – Kościół Pokoju[77]

  - Kościół Zielonoświątkowy:
    - zbór w Świdnicy[78]
- Świadkowie Jehowy:
  - cztery zbory: Miasto, Osiedle (w tym grupa ukraińskojęzyczna), Zarzecze, Zawiszów (Sala Królestwa ul. Stawki 7)[79][80]

inne niezabytkowe kościoły:
- - kościół rzym.kat. pw. św. Andrzeja Boboli
  - kościół rzym.kat. pw. św. Ducha (Osiedle Zawiszów)
  - kościół rzym.kat. pw. Najświętszego Serca Pana Jezusa (Kraszowice)
  - kościół rzym.kat. pw. Najświętszej Marii Panny Królowej Polski
  - kościół rzym.kat. tygodniowy pw. Miłosierdzia Bożego (Osiedle Młodych)
  - kościół rzym.kat. pw. Miłosierdzia Bożego (Osiedle Zarzecze)
  - cerkiew prawosławna pw. św. Mikołaja, parafialna
  - kościół Adwentystów Dnia Siódmego
  - kościół Polskokatolicki pw. św. Antoniego

## Sport
W Świdnicy działa wiele klubów sportowych, największe z nich to:
- KS Neptun Świdnica - pływanie
- KS Tytan – kulturystyka, fitness
- Akademia Piłkarska Świdnica – piłka nożna chłopców
- MKS Polonia Świdnica – piłka nożna, boks, akrobatyka sportowa
- MKS Świdnica – siatkówka kobiet
- Hermes Świdnica – Świdnicki Klub Biegacza
- Biegowa Świdnica
- Świdnicki Klub Piłki Ręcznej (ŚKPR) – piłka ręczna
- Klub Sportowy GRYF Świdnica piłka nożna chłopców
- Polonia Świdnica – piłka nożna
- UKS Taekwon-do Gryf – sekcja Taekwon-do (6–14 lat) oraz sekcja MMA (powyżej 14 roku życia)
- Automobilklub Sudecki
- Klub Karate Kyokushinkai Świdnica
- Akademia Obrony "Saggita" – krav maga, strzelectwo IPSC
- Gambit Świdnica – szachy
- Okręgowy Związek Akrobatyki Sportowej
- Polski Związek Wędkarski
- KKS Śnieżne Wrony Świdnica – koszykówka
- Sportowy Klub Taekwon-do Tiger
- Grupa Capoeira Esporao
- Świdnicki Klub Aikido
- GLKS Świdnica
- Black Griffin Świdnica Rugby Club
- Dolnośląski Klub Curlingowy „Dzik” Świdnica[81]
- Odyńce Świdnica -hokej na lodzie[82]

Od wielu lat w mieście Świdnica odbywa się rajd samochodowy cyklu Rajdowych Samochodowych Mistrzostw Polski. Dawniej odbywał się pod nazwą Rajd Elmot, obecnie jest to Rajd Świdnicki Krause. Organizatorem jest Automobilklub Sudecki.
Największe sukcesy odnosił w sekcji siatkówki kobiet klub MKS Świdnica. Od najmłodszych lat trenowała w nim Dorota Świeniewicz, dwukrotna złota medalistka mistrzostw Europy. Ze Świdnicy pochodzi także siatkarka Anna Werblińska.

## Współpraca
Miejscowości partnerskie:
| Miasto              | Kraj    | Data podpisania umowy |
| ------------------- | ------- | --------------------- |
| Biberach an der Riß | Niemcy  | 1990                  |
| Police nad Metují   | Czechy  | 1994                  |
| Trutnov             | Czechy  | 1998                  |
| Kazincbarcika       | Węgry   | 1999                  |
| Niżyn               | Ukraina | 10.12.2001            |
| Rejon święciański   | Litwa   | 2002                  |
| Iwano-Frankiwsk     | Ukraina | 19.09.2008            |
| Maldegem            | Belgia  | 2012                  |
| Kobuleti            | Gruzja  | 23.08.2019            |
| Uchaud              | Francja | 23.08.2019            |

## Świdnica w kulturze
- Dwutomową powieść historyczną pt. Rapsodia świdnicka osadzoną w latach 1339–1404, w okresie zmierzchu dominowania wpływów polskich na Dolnym Śląsku, poświęcił Świdnicy Władysław Jan Grabski. Ukończona w 1953, otrzymała zezwolenie cenzury na publikację pod koniec 1955 (Wydawnictwo Pallottinum w Poznaniu)[88]. W 1985 ukazało się jej siódme wydanie.